# 日本への原子爆弾投下
日本への原子爆弾投下（にほんへのげんしばくだんとうか）は、第二次世界大戦（大東亜戦争/太平洋戦争）の末期である1945年（昭和20年）8月に、連合国のアメリカ合衆国が枢軸国の日本に投下した2発の原子爆弾による空爆。1945年7月にマンハッタン計画によって史上初の核実験が行われた。これらの投下は世界で唯一核兵器が実戦使用されたものである。日本国内においては、下級審であるが1963年の東京地方裁判所の判決により、これらの原爆投下は「国際法違反であった」という司法的判断が示されている。
| 投下地 | 日時                     | 原子核         | 爆撃機       | 爆弾         |
| ------ | ------------------------ | -------------- | ------------ | ------------ |
| 広島市 | 1945年8月6日 午前8時15分 | ウラン型       | エノラゲイ   | リトルボーイ |
| 長崎市 | 1945年8月9日 午前11時2分 | プルトニウム型 | ボックスカー | ファットマン |

1945年8月6日に広島市に投下された原子爆弾については、「広島市への原子爆弾投下」を参照。
1945年8月9日に長崎市に投下された原子爆弾については、「長崎市への原子爆弾投下」を参照。
本稿は、広島市に投下されたリトルボーイ、長崎市に投下されたファットマンの2発、および投下されなかった3発目の原子爆弾を含めて総論的に述べる。

## 投下の理由
第二次世界大戦（大東亜戦争/太平洋戦争）における日本列島での上陸直接戦闘（ダウンフォール作戦、日本軍では「決号作戦」）を回避し、早期に決着させるために原子爆弾が使用されたとするのが、アメリカ政府による公式な説明である。
1932年から日米開戦時まで10年間駐日大使を務め、戦争末期には国務長官代理を務めたジョセフ・グルーは、「ハリー・S・トルーマン大統領が（グルーの勧告どおりに）、皇室維持条項を含む最後通告を1945年5月の段階で発していたなら、日本は6月か7月に降伏していたので原爆投下は必要なかった」と述べている。
アメリカのABCテレビが1995年に放送した｢ヒロシマ・なぜ原爆は投下されたのか(Hiroshima: Why the Bomb was Dropped)」という番組では「原爆投下か本土上陸作戦しか選択肢がなかったというのは歴史的事実ではない。他に皇室維持条項つきの降伏勧告（のちにこの条項が削除されてポツダム宣言となる）を出すなどの選択肢もあった。従って、原爆投下という選択はしっかりとした根拠に基づいて決断されたものとはいえない」という結論を示した。
しかし、この問題について、米国の歴史家アレックス・ウェラースタインは当時日本は表向き中立国であったソ連を通じて和平工作を行っていたので、皇室維持条項を付けても広島への原爆投下がなければ日本は降伏に応じることはなかっただろうという結論を示している。また、アメリカ在住の日露関係史等を専門とする歴史家長谷川毅は、日本の降伏につながったのは広島とソ連の満州侵攻の組み合わせであったことを示唆しているとされる。（一方で、トルーマンらは原爆実験成功後の1945年7月18日の会議においても、日本政府が無条件降伏を受入れても日本軍が抗戦を続ける場合に備え、既に原爆を投下していることを前提に同年11月1日に南九州進攻を行うことを検討していたとされる。）
原爆を日本に使用する場合、大きく分けて以下の3つの選択肢があった。
1. 原爆を無人島、あるいは日本本土以外の島に落として威力をデモンストレーションする。
2. 原爆を軍事目標（軍港や基地など）に落とし大量破壊する。
3. 原爆を人口が密集した大都市に投下して市民を無差別に大量殺戮する。

また、原爆を使用するにしても、2つの方法があった。(A)事前警告してから使用する。(B)事前警告なしで使用する。1の使い方ならば、絶大な威力は持っているがただの爆弾ということになり、さらに2ならば大量破壊兵器、3ならば大量殺戮兵器になり、いずれも国際法に違反して、人道に反する大罪となる。しかし、3と(A)の組み合わせならば、警告がしっかりと受け止められて退避行動をとることができれば死傷者の数をかなり少なくできる可能性があり、大量殺戮兵器として使ったとは言えなくなるかもしれない。3と(B)の組み合わせならば、まちがいなく無差別大量殺戮であり、しかもその意図がより明確なので、それだけ罪が重くなると言える。この違いを、原爆を開発した科学者たちや、1945年5月31日に都市への無警告投下を決定した暫定委員会のメンバー、真珠湾攻撃の復讐を公言していたトルーマン大統領、彼とタッグを組んでいたジェームズ・F・バーンズ国務長官たちは非常によく理解していた。たとえば、海軍次官のラルフ・バードはあとになって、自分は事前警告なしでの使用には同意しないと文書で伝えた。フランクリン・ルーズベルト大統領は1944年9月22日の段階で、実際の原爆を日本に使用するのか、それとも、この国で実験して脅威として使用するのかという問題を取り上げていた。同年9月30日には、アメリカ科学研究開発局長官のヴァネヴァー・ブッシュとアメリカ国防研究委員会化学・爆発物部門の主任ジェイムス・コナントはヘンリー・スティムソン陸軍長官に「原爆は最初の使用は、敵国の領土か、さもなければわが国でするのがいい。そして、降伏しなければ、これが日本本土に使われることになると日本に警告するとよい」と勧めた。1945年5月、イギリスはアメリカに、日本に対して原爆使用前に警告を与えるべきであると文書で要望していた。
レオ・シラードが、原爆と原子力利用について大統領に諮問する暫定委員会に大統領代理として加わっていたバーンズ（約1ヶ月後に国務長官となる）と、1945年5月28日に会見したときに得た「バーンズは戦後のロシアの振る舞いについて懸念していた。ロシア軍はルーマニアとハンガリーに入り込んでいて、これらの国々から撤退するよう説得するのは難しいと彼は思っていた。そして、アメリカの軍事力を印象づければ、そして原爆の威力を見せつければ、扱いやすくなると思っていた」という証言は、「アメリカはソ連のヨーロッパでの勢力拡大を抑止するために原爆を使った」という主張の根拠となっている。
戦後の世界覇権を狙うアメリカが、原子爆弾を実戦使用することによりその国力・軍事力を世界に誇示する戦略であったとする説や、併せてその放射線障害の人体実験を行うためであったという説、更にはアメリカ軍が主導で仕組んだ説があり、広島にはウラン型（リトルボーイ）、長崎へはプルトニウム型（ファットマン）とそれぞれ違うタイプの原子爆弾が使用された。豊田利幸はウランの核爆発が実験で確認できなかったためと推測している。

## 背景と経緯
日本への原子爆弾投下までの道程は、その6年前のルーズベルト大統領に届けられた科学者たちの手紙にさかのぼる。そして、マンハッタン計画（DSM計画）により開発中であった原子爆弾の使用対象として日本が決定されたのは1943年5月であった。一方で、原子爆弾投下を阻止しようと行動した人々の存在もあった。
具体的に広島市が目標と決定されたのは1945年5月10日であり、長崎市は投下直前の7月24日に予備目標地として決定された。また、京都市や新潟市や小倉市（現・北九州市、長崎市に投下されたファットマンの当初目標地）などが候補地とされていた。

### イギリスとアメリカと日本における政策上の背景と経緯
1939年1月、イギリス国王書簡局発行『年2回刊 陸軍将校リスト 1939年1月号』に、昭和天皇が名誉称号としてイギリス正規軍の陸軍元帥を授与したことが掲載される （1941年にガーター勲章とともに剥奪）。
1939年8月2日、アメリカへの亡命物理学者のレオ・シラードらからの提案を受けたアルベルト・アインシュタインがルーズベルト大統領に宛てた手紙において、原子爆弾がドイツにより開発される可能性に言及し、核エネルギー開発の支援を進言。
1939年9月1日、第二次世界大戦が始まる。
1939年10月11日、その手紙（アインシュタイン＝シラードの手紙）がルーズベルト米大統領に届けられる。
1939年10月21日、アメリカはウラン諮問委員会を設置。
1940年4月10日、イギリスが、第一回ウラン爆発軍事応用委員会（MAUD委員会）の会議を開催。
1940年4月、理化学研究所の仁科芳雄がウラン爆弾計画を安田武雄陸軍航空技術研究所長に進言。
1940年4月、安田武雄中将が部下の鈴木辰三郎 に「原子爆弾の製造が可能であるかどうか」について調査を命じた。
1940年6月、鈴木辰三郎は東京帝国大学（現・東京大学）の物理学者嵯峨根遼吉（当時は助教授）の助言を得て、2か月後に「原子爆弾の製造が可能である」ことを主旨とする報告書を提出。
1940年7月6日、すでに仁科芳雄等がイギリスの学術雑誌『ネイチャー』に投稿してあった『Fission Products of Uranium produced by Fast Neutrons（高速中性子によって生成された核分裂生成物）』と題する、2個の中性子が放出される (n. 2n) 反応や、複数の対象核分裂を伴う核分裂連鎖反応（臨界事故）を起こした実験成果が、掲載された。この実験では臨界量を超える天然ウラン（ウラン238-99.3%, ウラン235-0.7%）に高速中性子を照射したわけだが、現在ではそのことによってプルトニウム239が生成されることや、核爆発を起こすことが知られている。
1941年4月、日本陸軍が理研に原爆の開発を依頼。ニ号研究と名付けられた。
1941年7月15日、イギリスのMAUD委員会は、ウラン爆弾が実現可能だとする最終報告を承認して解散。
1941年10月3日、MAUD委員会最終報告書が、公式にルーズベルト大統領に届けられる。
1941年11月末、後に連合国軍最高司令官総司令部の主要メンバーとなるユダヤ人ベアテ・シロタ・ゴードンの母で、日本の貴族院議員のサロンを主催していたオーギュスティーヌが、夫レオ・シロタと共にハワイから再来日。
1941年12月8日、日本がイギリス領マラヤでマレー作戦を、アメリカ準州のハワイで真珠湾攻撃を行ない、第二次世界大戦（大東亜戦争/太平洋戦争）が勃発。日本とアメリカは敵味方として第二次世界大戦に参戦することとなった。
1942年9月26日、アメリカの軍需生産委員会が、マンハッタン計画を最高の戦時優先等級に位置づけた。
1942年10月11日、アメリカはイギリスにマンハッタン計画への参画を要請。
1944年7月9日、朝日新聞に、『決勝の新兵器』と題して「ウラニウムに中性子を当てればよいわけだが、宇宙線には中性子が含まれているので、早期爆発の危険がある。そこで中性子を通さないカドミウムの箱に詰め、いざという時に覆をとり、連鎖反応を防ぐために別々に作ったウラニウムを一緒にして中性子を当てればよい。」という記事が掲載された。ウラン原爆の起爆操作と全く同じであった。
1945年7月26日、日本への最後通告としてポツダム宣言を発表した。

### ルーズベルトの決断

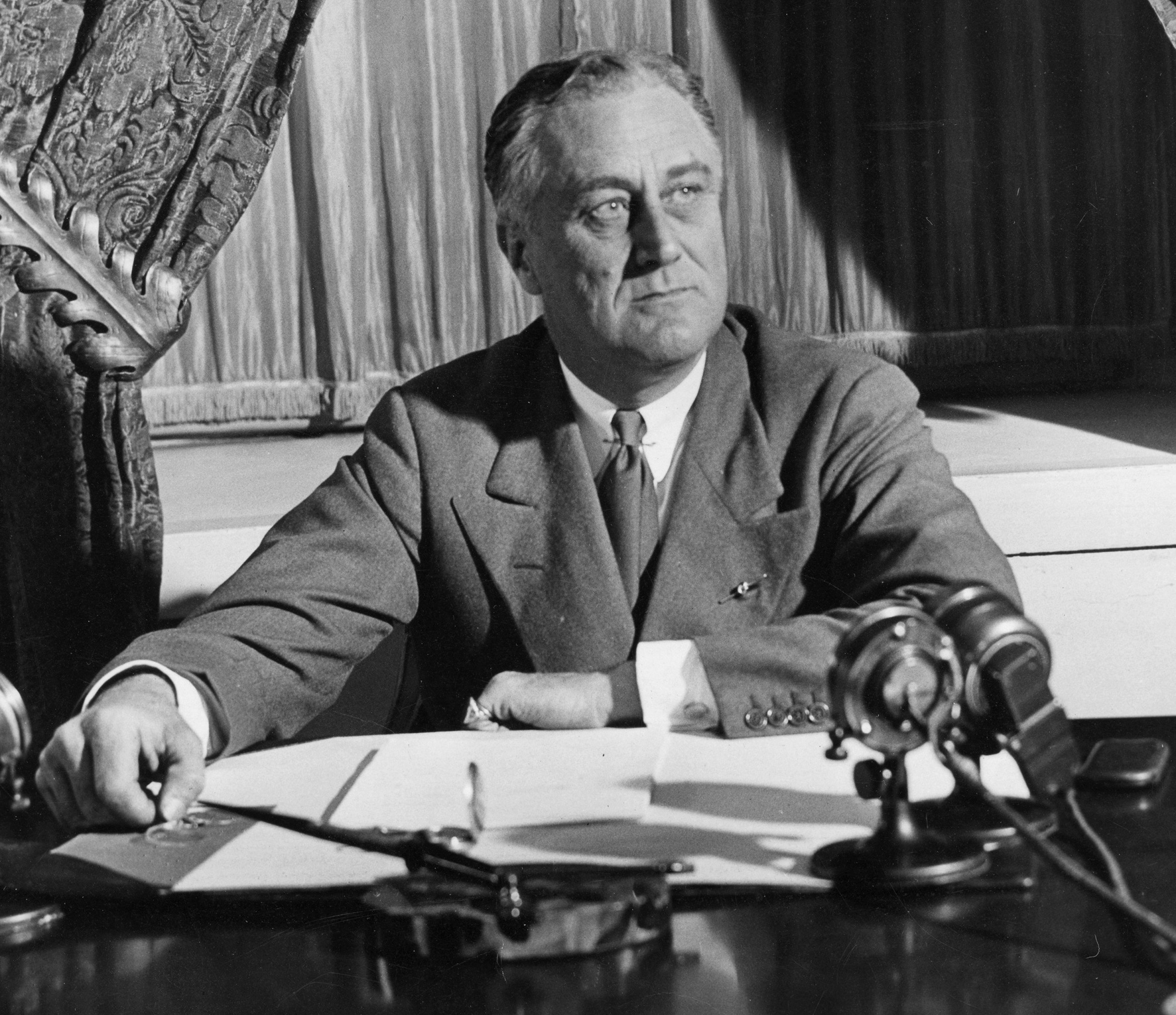
フランクリン・ルーズベルト米大統領

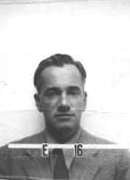
原子爆弾の理論計算をしたオットー・ロベルト・フリッシュ（PJ時のID Card）

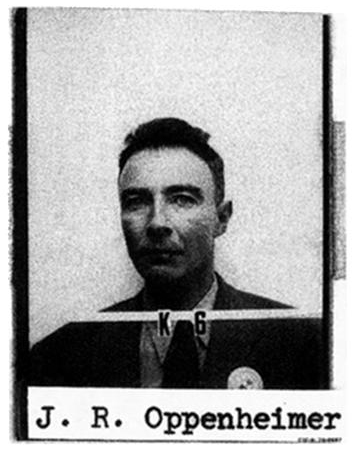
マンハッタン計画の開発総責任者のロバート・オッペンハイマー（PJ時のID Card）

1939年9月1日に第二次世界大戦が勃発した。ユダヤ人迫害政策を取るナチス党率いるドイツから逃れてアメリカに亡命していた物理学者のレオ・シラードたちは、当時研究が始まっていた原子爆弾をドイツが保有することを憂慮し、アインシュタインとの相談によって、原子爆弾の可能性と政府の注意喚起をルーズベルト大統領へ進言する手紙を作成した。アインシュタインの署名を得たこの手紙は1939年10月11日に届けられた。その手紙には原子爆弾の原材料となるウラニウム（ウラン）鉱石の埋蔵地の位置も示されていた。ヨーロッパのチェコのウラン鉱山はドイツの支配下であり、アフリカのコンゴのウラン鉱山をアメリカが早急におさえることをほのめかしている。ルーズベルト大統領は意見を受けてウラン諮問委員会を一応発足させたものの、この時点ではまだ核兵器の実現可能性は未知数であり、大きな関心は示さなかった。
2年後の1941年7月、イギリスの亡命物理学者オットー・ロベルト・フリッシュ (Otto Robert Frisch) とドイツのルドルフ・パイエルスがウラン型原子爆弾の基本原理とこれに必要なウランの臨界量の理論計算をレポートにまとめ、これによってイギリスの原子爆弾開発を検討する委員会であるMAUD委員会が作られた。そこで初めて原子爆弾が実現可能なものであり、航空爆撃機に搭載可能な大きさであることが明らかにされた。ウィンストン・チャーチル首相が北アフリカでのイギリス軍の大敗などを憂慮してアメリカに働きかけ、このレポートの内容を検討したルーズベルト大統領は1941年10月に原子爆弾の開発を決断した。
1942年6月、ルーズベルトはマンハッタン計画を秘密裏に開始させた。総括責任者にはレズリー・グローヴス准将を任命した。1943年4月にはニューメキシコ州に有名なロスアラモス国立研究所が設置される。開発総責任者はロバート・オッペンハイマー博士。20億ドルの資金と科学者・技術者を総動員したこの国家計画の技術上の中心課題はウランの濃縮である。テネシー州オークリッジに巨大なウラン濃縮工場が建造され、2年後の1944年6月には高濃縮ウランの製造に目途がついた。
1944年9月18日、ルーズベルトとチャーチルは、ニューヨーク州ハイドパークで米英首脳会談を行った。内容は核に関する秘密協定（ハイドパーク協定）であり、原爆が完成すれば日本への原子爆弾投下の意志が示され、核開発に関する米英の協力と将来の核管理についての合意がなされた。
前後して、ルーズベルトは原子爆弾投下の実行部隊（第509混成部隊）の編成を指示した。混成部隊とは陸海軍から集めて編成されたための名前である。1944年9月1日に隊長を任命されたポール・ティベッツ陸軍中佐は、12月に編成を完了し（B-29計14機および部隊総員1,767人）、ユタ州のウェンドバー基地で原子爆弾投下の秘密訓練を開始した。1945年2月には原子爆弾投下機の基地はテニアン島に決定され、部隊は1945年5月18日にテニアン島に移動し、日本本土への原爆投下に向けた準備を開始した。

### 原子爆弾投下阻止の試みと挫折

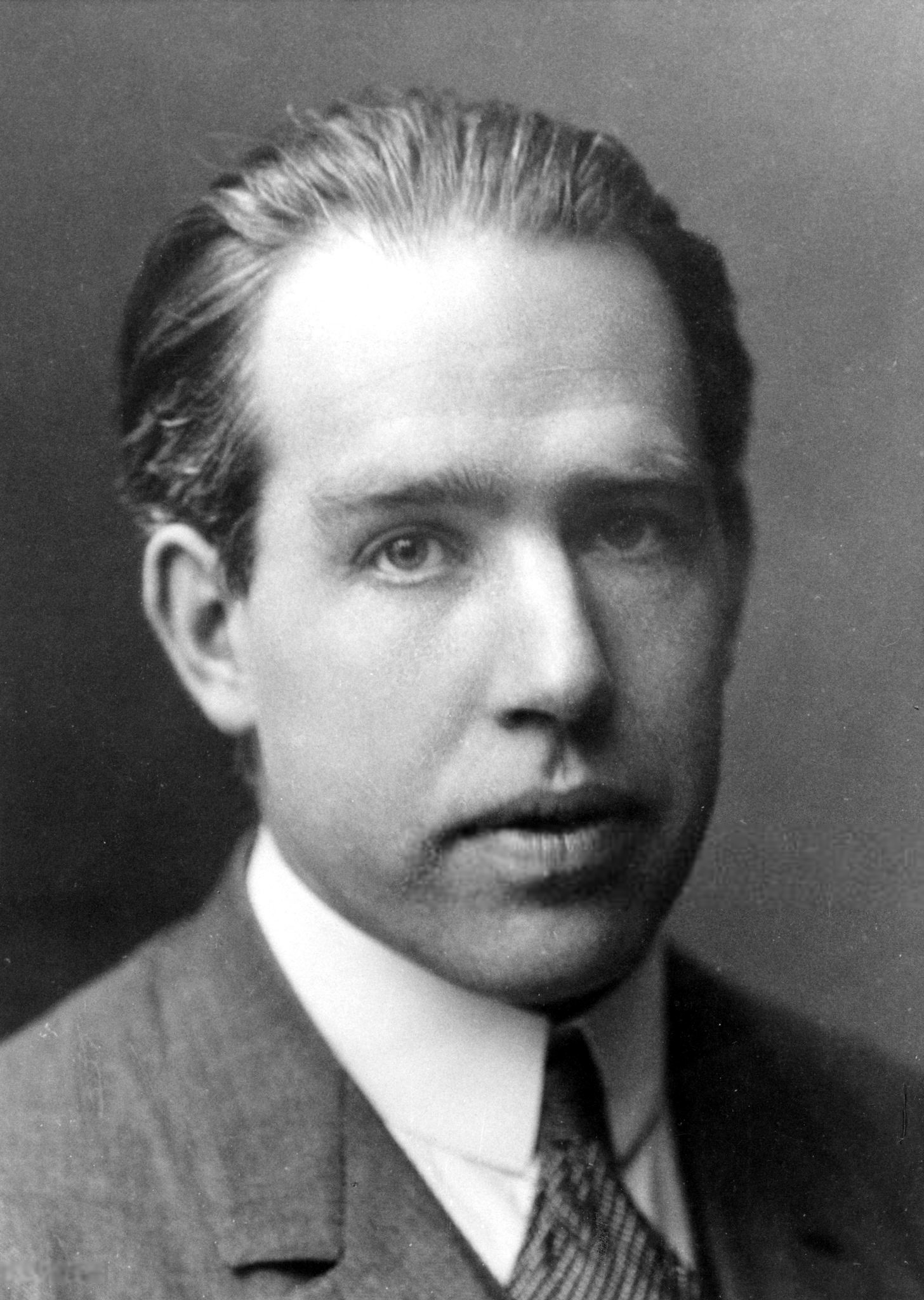
核分裂を予言したボーア

デンマークの理論物理学者ニールス・ボーアは、1939年2月7日、ウラン同位体の中でウラン235が低速中性子によって核分裂すると予言し、同年4月25日に核分裂の理論を米物理学会で発表した。この時点ではボーアは自分の発見が世界にもたらす影響の大きさに気づいていなかった。
1939年9月1日、第二次世界大戦が勃発し、ドイツによるヨーロッパ支配拡大とユダヤ人迫害を見て、ボーアは1943年12月にイギリスへ逃れた。そこで彼は米英による原子力研究が平和利用ではなく、原子爆弾として開発が進められていることを知る。原子爆弾による世界の不安定化を怖れたボーアは、これ以後ソ連も含めた原子力国際管理協定の必要性を米英の指導者に訴えることに尽力することになる。
1944年5月16日に、ボーアはチャーチルと会談したが説得に失敗、同年8月26日にはルーズベルトとも会談したが同様に失敗した。逆に同年9月18日の米英のハイドパーク協定（既述）では、ボーアの活動監視と、当時英米との対立姿勢が目立ってきたソ連との接触阻止が盛り込まれてしまう。さらに、ルーズベルト死後の1945年4月25日に、ボーアは科学行政官のヴァネヴァー・ブッシュと会談し説得を試みたが、彼の声が時の政権へ届くことはなかった。
また、1944年7月にシカゴ大学冶金研究所のアーサー・コンプトンが発足させたジェフリーズ委員会が原子力計画の将来について検討を行い、1944年11月18日に「ニュークレオニクス要綱」をまとめ、原子力は平和利用のための開発に注力すべきで、原子爆弾として都市破壊を行うことを目的とすべきではないと提言した。しかし、この提言が生かされることがなくなったのは、トルーマンが政権を引き継いでからのことである。
歴史作家の鳥居民は、当初、ルーズベルトは、原子爆弾を最初から日本に投下するつもりはなく、1944年5月に日本への無条件降伏の要求を取り下げ、アメリカ国務省極東局長を対日強硬策を布いたスタンリー・クール・ホーンベックから、駐日大使を歴任したジョセフ・グルーに交代するなど、日本への和平工作を行っていたとする。また、鳥居は、これらのアメリカ側の動きを、日本側はアメリカ軍の損耗を最小限にするため行っているという認識であったが、ルーズベルトは、中国で国共内戦が勃発することを恐れており、その予防に兵力を振り向けたい思いで、動いていたとする。
これに対し、ワシントン大学名誉教授で日本研究者のケネス・パイルは、ルーズベルトはドイツや日本に対し一貫して無条件降伏を求めたとする。

### トルーマン政権と軍の攻防、和平工作の破綻

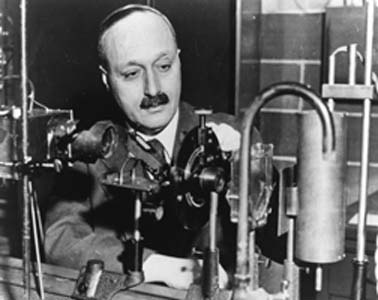
「フランクレポート」を提出したフランク

1945年4月12日にルーズベルトが急死したことによって、急遽、副大統領だったハリー・S・トルーマンが第33代大統領に昇進した。
ナチス・ドイツ降伏後の1945年5月28日には、アメリカに核開発を進言したその人であるレオ・シラードが、後の国務長官バーンズに原子爆弾使用の反対を訴えている。
バーンズはマンハッタン計画の責任者の一人として、東ヨーロッパで覇権を強めるソ連を牽制するために、日本に対する原爆攻撃を支持しており、天皇の護持が容れられれば、日本には終戦交渉の余地があるとする、戦後日本を有望な投資先と考える国務次官グルー、陸軍長官スティムソン、海軍長官ジェームズ・フォレスタルら三人委員会とは正反対の路線であった。「一発で都市を吹っ飛ばせる兵器を、我々アメリカが所有していることを事前警告すべきである。それでも降伏しなければ原爆を投下すると日本政府に伝えるべきだ」と主張し無警告の原爆投下に反対を訴えた陸軍次官のジョン・J・マクロイに対して、バーンズは「それはアメリカの弱さを示すものだ、原爆投下前に天皇制を保証し降伏を呼びかけるのは反対だ」と述べる。
1945年6月11日には、シカゴ大学のジェイムス・フランクが、グレン・シーボーグ、レオ・シラード、ドナルド・ヒューズ、J・C・スターンス、ユージン・ラビノウィッチ、J・J・ニクソンたち7名の科学者と連名で報告書「フランクレポート」を大統領諮問委員会である暫定委員会に提出した。その中で、社会倫理的に都市への原子爆弾投下に反対し、砂漠か無人島でその威力を各国にデモンストレーションすることにより戦争終結の目的が果たせると提案したが、暫定委員会の決定が覆ることはなかった。また同レポートで、核兵器の国際管理の必要性をも訴えていた。
1945年7月1日、チャーチル英首相がアメリカによる日本への原爆使用に最終同意して署名していたことが、後に英国立公文書館所蔵の秘密文書で判明した。打診は、アメリカが核兵器開発に成功してもイギリスが同意しなければ使用できないなどと定めた1943年8月の「ケベック協定」に基づく。なお、原爆投下前にチャーチルは首相を退任している。
さらに1945年7月12日、シカゴ大学冶金研究所で原爆の対日使用に関するアンケートがあった。それによると、科学者150人のうちの85%が無警告での原爆投下に反対を表明している。7月17日にもシラードら科学者たちが連名で原子爆弾使用反対の大統領への請願書を提出したが、原爆投下前にトルーマンに届けられることはなかった。マンハッタン計画の指揮官であるグローヴス陸軍少将が請願書を手元に置き、大統領に届かないように妨害したためであった。
軍人では、アメリカ太平洋艦隊司令長官チェスター・ニミッツ提督が、都市への投下には消極的で、ロタ島への爆撃を示唆したという。後に共和党から大統領となったドワイト・D・アイゼンハワー将軍は、戦後の書簡や回顧録等で、既に広島投下前の1945年7月20日に当時ベルギーのアントワープに来ていたスティムソン陸軍長官らに対日戦に原子爆弾の使用はもはや不要であることを述べたと主張している。ただし、多くの裏付け情報を調べたとされる歴史家のバートン・バーンスタインは、アイゼンハワーはおそらくこのようなことは言っていないと結論づけている（参照：ドワイト・D・アイゼンハワー#広島とその原爆投下反対に関する問題）。また同時期、アイゼンハワーは極東での日本との戦争にソ連を参戦させないよう進言していたともされ、寧ろこちらの結果として、トルーマンらは日本を早期降伏させるために原爆投下を決定したとする説もある。（なお、作家の北杜夫のように、原爆投下が日本の降伏決定を早め、そのためソ連軍が日本に上陸することなく、日本の分割占領が防がれたと考える日本人もいる。）
また連邦政府側近でも、ラルフ・バードのように原子爆弾を使用するとしても、事前警告無しに投下することに反対する者もいた。7月24日のポツダム会談でチャーチルは、1944年9月にトルーマンの前任のルーズベルトと日本への原爆使用を密約した「ハイドパーク協定」を持ち出し、「警告なしで使用すべきだ」とトルーマンに迫った。大統領だったトルーマン自身は、自身の日記に「原爆の投下場所は、軍事基地を目標にする事。決して一般市民をターゲットにする事がないようにとスティムソンに言った。」と記述していたため、非戦闘員である民間人を殺戮する原爆投下には反対していたことが明らかと主張される。
歴史家のアレックス・ウェラースタインによれば、従来、原爆使用の決定理由として、従来2つの大きな流れがあったとする。一つは、戦後まもなくスティムソンやトルーマンによって語られた説明で「戦争を早期終結させ、より多数の米兵と日本人の生命を救うため」に決定されたとするもの、もう一つは、ガー・アルペロヴィッツが特に（それ以前からあったが）1980年代-1990年代に喧伝した「ソ連に威力を見せつけるため」とするものである。ウェラースタインは、実際の歴史過程はより複雑で今日の歴史家はどちらかの単純な考え方は否定する傾向があるとし、ウェラースタイン自身はそれまでの様々な積み上げの結果と考えていて、その意味で、上述のような「（トルーマンの）原爆使用決定」の物語は正しくないとしている。グローヴスの自伝によれば、投下目標委員会によって京都を含む4つの目標都市が当初選ばれたとし、グローヴス自身は計画自体がかなり秘密にされていたため目標委員会関係者にさえ、よくある新兵器の一つと思われる可能性を嫌い、原爆の使用は大統領（原文：ワシントン）の権限としたが、その一方で、グローヴスの起草した投下指令書の文面は、当時ポツダムにいたマーシャル参謀総長（トルーマンの関りが曖昧になっている）の下に正式決定を得るための覚書とともに送ったとする。ウェラースタインは、実際の各都市投下への総意がこういった過程を通して決まっていったと考えていて、その意味でトルーマン自身が正式に承認したというタイミングは確認できないようだと考えている。しかし、これは同時にトルーマンが都市投下を明確に拒否したこともなかったことも意味する。今日我々が見る原爆投下発表の収録動画では、トルーマンは明確にTNT火薬2万トンを超える破壊力と言っていて、さらに、収録の合い間にはフィルムが止まっていると思ったのか真剣だった表情を崩して、成功を聞いた喜びからか満面の笑顔を浮かべている。なお、ウェラースタインは、スティムソンがトルーマンに進言して京都を投下目標から外す過程の中で、トルーマンが広島を多数の民間人も住んでいる都市ではなく、単なる軍事基地か軍事拠点と誤解した節があるとしている。
ワシントンで原爆投下の一報を聞いたグローヴスは、原爆開発をした科学者たちに対し「君たちを誇りに思う。」とねぎらったという。

### 原子爆弾投下都市の選定経緯
広島市と長崎市が原子爆弾による攻撃目標となった経緯は、日本の各都市への通常兵器による精密爆撃や焼夷弾爆撃（日本本土空襲）が続けられる中で、以下のようなものであった。
1943年5月5日の軍事政策委員会で最初の原子爆弾使用について議論がなされ、「トラック島に集結する日本艦隊に投下するのが適当」というのが大方の意見であった。
1944年11月24日から翌3月9日は通常兵器による空爆第一期で、軍需工場を主要な目標とした精密爆撃が行われた。ただし、カーチス・ルメイ陸軍少将による焼夷弾爆撃も実験的に始められていた。
ついで、1945年3月10日から6月15日は通常兵器による空爆第二期で以下のような大都市の市街地に対する焼夷弾爆撃が行われた。
- 1945年
  - 3月10日：東京大空襲
  - 3月12日：名古屋大空襲
  - 3月13日：大阪大空襲
  - 3月17日：神戸大空襲

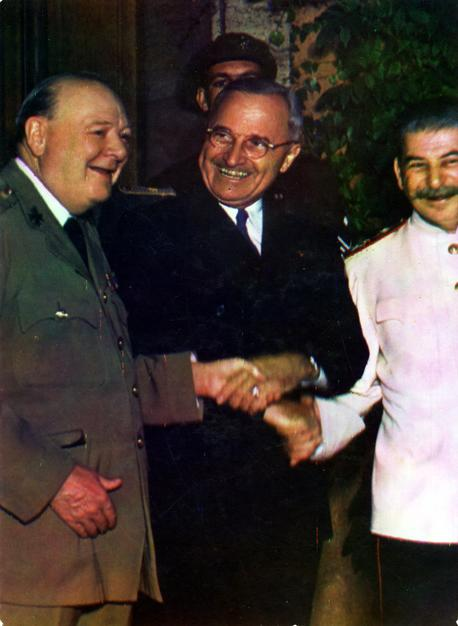
ポツダム会談でのトルーマン（左チャーチル、右スターリン）

1945年4月12日のルーズベルトの急死により、副大統領であったトルーマンが大統領に就任した。ルーズベルトの原子爆弾政策を継いだトルーマンに、「いつ・どこへ」を決定する仕事が残された。4月25日にスティムソン陸軍長官と、マンハッタン計画指揮官グローヴスがホワイトハウスを訪れ、原爆投下に関する資料を提出した。しかしこの際トルーマンは、「資料を見るのは嫌いだ」と語ったという。
1945年4月中旬から5月中旬に、沖縄戦を支援するため九州と四国の飛行場を重点的に爆撃し、大都市への焼夷弾爆撃は中断された。このため京都大空襲が遅れた。
1945年4月27日、陸軍の第1回目標選定委員会 (Target Committee) において以下の決定がなされた。これはアメリカ政府に対しては極秘の元に行われた。
日本本土への爆撃状況について、第20航空軍が「邪魔な石は残らず取り除く」という第一の目的をもって、次の都市を系統的に爆撃しつつあると報告した。東京都区部、横浜市、名古屋市、大阪市、京都市、神戸市、八幡市、長崎市。
次の17都市および地点が研究対象とされた。東京湾、川崎市、横浜市、名古屋市、京都市、大阪市、神戸市、広島市、呉市、下関市、山口市、八幡市、小倉市、福岡市、熊本市、長崎市、佐世保市。
1945年5月10日と11日の第2回目標選定委員会がロスアラモスのオッペンハイマー博士の執務室で開かれ、8月初めに使用予定の2発の原子爆弾の投下目標として、次の4都市が初めて選定された。
1. 京都市：AA級目標
2. 広島市：AA級目標
3. 横浜市：A級目標
4. 小倉市：A級目標

このとき以下の3基準が示された。
- 直径3マイルを超える大きな都市地域にある重要目標であること。
- 爆風によって効果的に破壊しうるものであること。
- 1945年8月まで爆撃されないままでありそうなもの。

1945年5月28日、第3回目標選定委員会が開かれた。京都市、広島市、新潟市に投下する地点について重要な決定がされ、横浜市と小倉市が目標から外された。
- 投下地点は、気象条件によって都度、基地で決定する。
- 投下地点は、工業地域の位置に限定しない。
- 投下地点は、都市の中心に投下するよう努めて、1発で完全に破壊する。

これらの原子爆弾投下目標都市への空爆の禁止が決定された。禁止の目的は、原爆のもたらす効果を正確に測定把握できるようにするためである。これが目標となった都市に「空襲がない」という流言を生み、一部疎開生徒の帰郷や、他の大都市からの流入を招くこととなった。
1945年5月29日、目標から外された翌日に横浜大空襲が行われた。なお、この横浜大空襲は、第3回目標選定委員会で横浜が目標から外されたから行われたものでなく、横浜に対して通常空襲を行うために、原子爆弾の投下目標から外したものと思われる。
1945年6月1日、スティムソン陸軍長官を委員長とする政府の暫定委員会は、
原子爆弾は日本に対してできるだけ早期に使用すべきであり、
それは労働者の住宅に囲まれた軍需工場に対して使用すべきである。
その際、原子爆弾について何らの事前警告もしてはならない。
と決定した。なお原子爆弾投下の事前警告については、BBC（ニューデリー放送）やVOA（サイパン放送）で通告されていたという説もあるが、確認されていない。
この経過の中で、4つの目標都市のうち京都が次の理由から第一候補地とされていた。
- 人口100万を超す大都市であること。
- 日本の古都であること。
- 多数の避難民と罹災工業が流れ込みつつあったこと。
- 小さな軍需工場が多数存在していること。
- 原子爆弾の破壊力を正確に測定し得る十分な広さの市街地を持っていること。

しかし、フィリピン総督時代に京都を訪れたことのあるスティムソン陸軍長官の強い反対にあったことや、戦後、「アメリカと親しい日本」を創る上で、京都には千数百年の長い歴史があり、数多くの価値ある日本の文化財が点在、これらを破壊する可能性のある原子爆弾を京都に投下したならば、戦後、日本国民より大きな反感を買う懸念があるとの観点から、京都への原子爆弾投下は問題であるとされた。
1945年6月14日、京都市が除外され、目標が小倉市、広島市、新潟市となる。しかし京都への爆撃禁止命令は継続された。
1945年6月16日から終戦まで、通常兵器による空爆第三期となり、中小都市への焼夷弾爆撃が行われた。
1945年6月30日、アメリカ軍統合参謀本部がダグラス・マッカーサー陸軍大将、チェスター・ニミッツ海軍大将、ヘンリー・アーノルド陸軍大将宛に、原子爆弾投下目標に選ばれた都市に対する爆撃の禁止を指令。同様の指令はこれ以前から発せられており、ほぼ完全に守られていた。
新しい指令が統合参謀本部によって発せられない限り、貴官指揮下のいかなる部隊も、京都・広島・小倉・新潟を攻撃してはならない。
右の指令の件は、この指令を実行するのに必要な最小限の者たちだけの知識にとどめておくこと。
1945年7月3日、それでもなお、京都市が京都盆地に位置しているので原子爆弾の効果を確認するには最適として投下を強く求める将校、科学者も多く存在し、その巻き返し意見によって再び京都市が候補地となった。
1945年7月16日、トリニティ実験。日の出前の早朝5時30分（現地時間、グリニッジ時間：11:29:21 GMT）、アメリカ ニューメキシコ州 アラモゴードから約80Km離れた半砂漠地帯で、グローヴス少将など軍関係者やオッペンハイマーを代表とする科学者たちが見守るなか、 プルトニウムを使った原子爆弾の爆発実験が極秘裏に行われ、人類史上初めて成功した。
1945年7月20日、パンプキン爆弾による模擬原子爆弾の投下訓練が開始された。
1945年7月21日、ワシントンのハリソン陸軍長官特別顧問（暫定委員会委員長代行）からポツダム会談に随行してドイツに滞在していたスティムソン陸軍長官に対して、京都を第一目標にすることの許可を求める電報があったが、スティムソンは直ちにそれを許可しない旨の返電をし、京都市の除外が決定した。
1945年7月24日、京都市の代わりに長崎市が、地形的に不適当な問題があるものの目標に加えられた。スティムソン陸軍長官の7月24日の日記には「もし（京都の）除外がなされなければ、かかる無茶な行為によって生ずるであろう残酷な事態のために、その地域において日本人を我々と和解させることが戦後長期間不可能となり、むしろロシア人に接近させることになるだろう（中略）満州でロシアの侵攻があった場合に、日本を合衆国に同調させることを妨げる手段となるであろう、と私は指摘した。」とあり、アメリカが戦後の国際社会における政治的優位性を保つ目的から、京都投下案に反対したことが窺える。トルーマン大統領のポツダム日記7月25日の項にも「目標は、水兵などの軍事物を目標とし、決して女性や子供をターゲットにする事が無いようにと、スティムソンに言った。たとえ日本人が野蛮であっても、共通の福祉を守る世界の指導者たるわれわれとしては、この恐るべき爆弾を、かつての首都にも新しい首都にも投下することはできない。その点で私とスティムソンは完全に一致している。目標は、軍事物に限られる。」とある。
1945年7月25日、マンハッタン計画の最高責任者グローヴスが起草した原爆投下指令書がハンディ陸軍参謀総長代理からスパーツ陸軍戦略航空軍司令に発せられると同時に、グローヴスによれば大統領の正式の承認を得るため、ポツダムに送られたという。ここで「広島・小倉・新潟・長崎のいずれかの都市に8月3日ごろ以降の目視爆撃可能な天候の日に「特殊爆弾」を投下する」とされた。これらの都市は新旧の首都ではないし、軍事都市・あるいは戦略的軍事拠点といえないこともないが、先のトルーマンの考えとニュアンスがあるように思えることについて、歴史家のアレックス・ウェラースタインは、トルーマンがスチムソンと京都を投下対象から外す話をしていく中で、トルーマンは広島等を軍事基地か何かのように錯覚した可能性があるとの説を唱えている。
1945年8月2日、第20航空軍司令部が「野戦命令第13号」を発令し、8月6日に原子爆弾による攻撃を行うことが決定した。攻撃の第1目標は「広島市中心部と工業地域」（照準点は相生橋付近）、予備の第2目標は「小倉造兵廠ならびに同市中心部」、予備の第3目標は「長崎市中心部」であった。
1945年8月6日、広島市にウラニウム型原子爆弾リトルボーイが投下された（広島市への原子爆弾投下）。
1945年8月8日、第20航空軍司令部が「野戦命令第17号」を発令し、8月9日に2回目の原子爆弾による攻撃を行うことが決定した。攻撃の第1目標は「小倉造兵廠および市街地」、予備の第2目標は「長崎市街地」（照準点は中島川下流域の常盤橋から賑橋付近）であった。
1945年8月9日、第1目標の小倉市上空が視界不良であったため、第2目標である長崎市にプルトニウム型原子爆弾ファットマンが投下された（長崎市への原子爆弾投下）。小倉が視界不良であった理由には天候不良のほか、八幡大空襲で生じた煙によるなどの説がある。
関連：『原爆投下・10秒の衝撃』『黒い雨』

### 模擬原子爆弾「パンプキン」の投下訓練
1945年7月20日以降、第509混成部隊は長崎に投下する原子爆弾（ファットマン）と同形状の爆弾に通常爆薬を詰めたパンプキン爆弾（総重量4,774キログラム、爆薬重量2,858キログラム）の投下訓練を繰り返した。すなわち、原子爆弾の投下予行演習である。テニアン島から日本列島の原子爆弾投下目標都市まで飛行して都市を目視観察した後に、その周辺の別な都市に設定した訓練用の目標地点に正確にパンプキンを投下する練習が延べ49回、30都市で行われた。
パンプキン練習作戦は、1945年7月24日、7月26日、7月29日、8月8日及び8月14日と終戦直前まで行われた。

### 原子爆弾の輸送とインディアナポリス撃沈事件

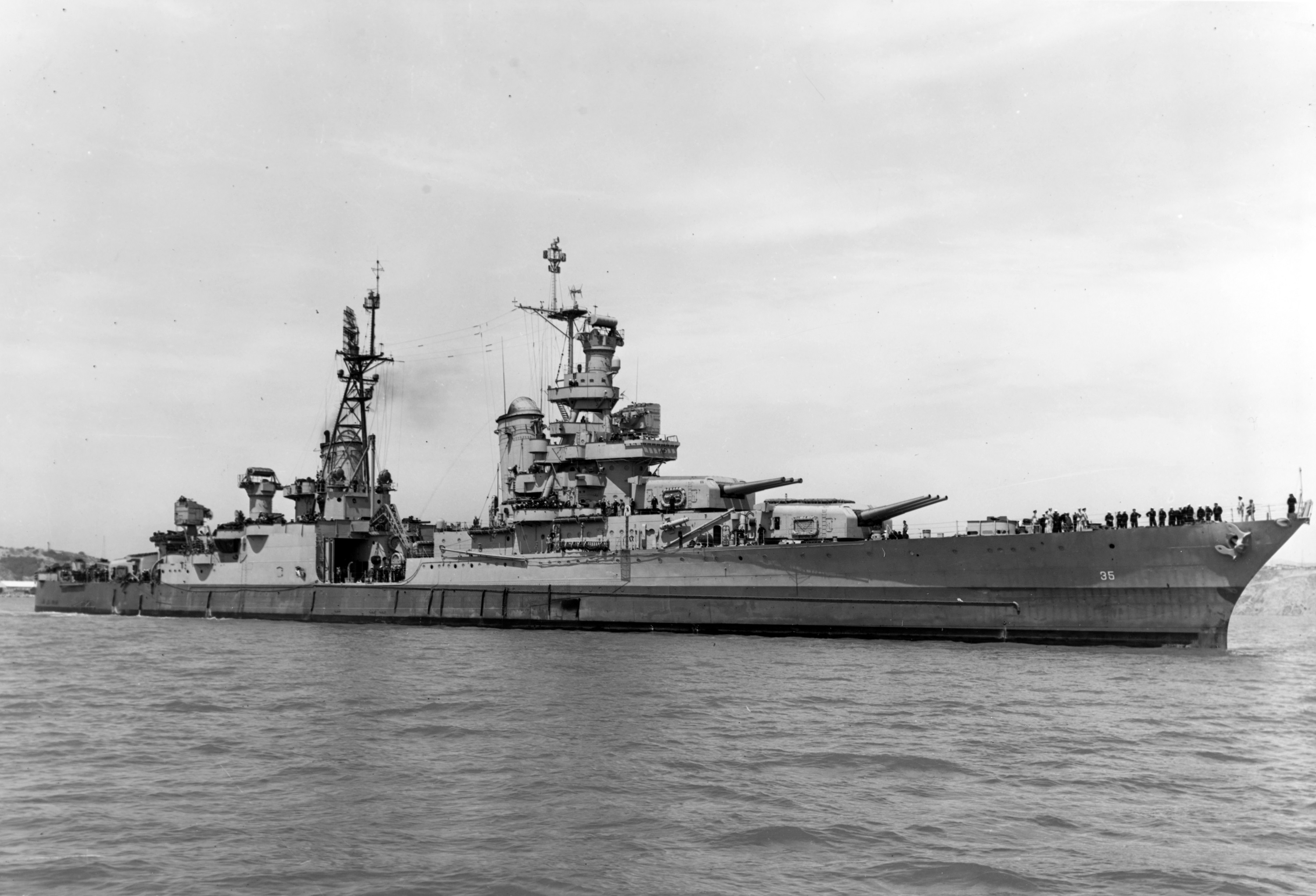
重巡洋艦インディアナポリス

パンプキン爆弾による訓練に並行して、完成した原子爆弾を部品に分けての輸送が行われた。損傷の修理のために戦列を離れていたアメリカ海軍のポートランド級重巡洋艦インディアナポリスは、原子爆弾運搬の任務を与えられ1945年7月16日にサンフランシスコを出港し、7月28日にテニアン島に到着した。また、アメリカ陸軍航空隊（現・アメリカ空軍）のダグラスC-54スカイマスター輸送機がウラン235のターゲットピースを空輸した。この原子爆弾の最終組立は、テニアン島の基地ですべて極秘に行われた。
このインディアナポリスは、帰路の1945年7月30日フィリピン海で、橋本以行海軍中佐が指揮する日本海軍の伊号第五八潜水艦の魚雷によって撃沈されている（インディアナポリス撃沈事件）。この潜水艦は、当時、特攻兵器である人間魚雷回天を搭載しており、回天隊員から出撃要求が出されたが、「雷撃でやれる時は雷撃でやる」と通常魚雷で撃沈した。インディアナポリスの遭難電報は無視され、海に投げ出された乗員の多くが疲労・低体温症・サメの襲撃にあって死亡した。そのため、原子爆弾には「インディアナポリス乗員の思い出に」と白墨（チョーク）で記された。インディアナポリス艦長チャールズ・バトラー・マクベイ3世大佐はその後軍法会議に処せられたが、自艦を戦闘で沈められたために処罰された艦長は珍しい。第二次世界大戦後、米軍は原爆輸送の機密漏洩を疑い、橋本潜水艦長を長く尋問したが、その襲撃は偶然であった。インディアナポリスがテニアン島への往路に撃沈されていれば、1945年8月6日の広島市への原子爆弾投下は不可能となっていた。

### 日本の対応
1945年当時、大本営と大日本帝国陸軍中央特種情報部（特情部）は、サイパン島方面のB-29部隊について、主に電波傍受によってその動向を24時間体制で監視していた。大本営陸軍部第2部第6課（情報部米英課）に所属していた堀栄三が後に回想したところによれば、第509混成部隊がテニアン島に進出したことや、進出してきたB-29の中の一機が飛行中に長文の電報をワシントンに向けて打電したこと（このようなことは通常発生しない）、それ以前からサイパン方面に存在していた他のB-29部隊が基本的にV400番台、V500番台、V700番台のコールサインを用いていたのと異なり、第509混成部隊がV600番台のコールサインを使用していたことから、東京都杉並区にあった陸軍特殊情報部（現在、高井戸にある社会福祉法人浴風会本館内）では新部隊の進出を察知していた。
その後1945年6月末ごろから、この「V600番台」のB-29がテニアン島近海を飛行し始め、7月中旬になると日本近海まで単機または2、3機の小編隊で進出しては帰投する行動を繰り返すようになったことから、これらの機体を特情部では「特殊任務機」と呼び警戒していた。しかし、これらのB-29が原爆投下任務のための部隊であったことは、原子爆弾投下後のトルーマンの演説によって判明したとのことであり、「特殊任務機」の目的を事前に察知することはできなかった。だが、事態が判明した後の長崎原爆投下を阻止しようとしなかったのかについては不明で、付近に当時日本軍の最新鋭機の一つである紫電改を装備した第三四三海軍航空隊が待機していたのに関わらず、海軍が部隊に出撃命令を下さなかったのかについては帝国陸軍中央特種情報部の高官が情報を握りつぶし、情報が海軍へ伝えられなかったからだと当時の関係者はインタビューで答えている。
そもそも、日本軍は当時日本でも原子爆弾開発が行われていたにもかかわらず、同盟国のドイツやイタリアから亡命してきた科学者たちによるアメリカにおける原子爆弾開発の進捗状況をほとんど把握しておらず、およそ特情部においては1945年「7月16日ニューメキシコ州で新しい実験が行われた」との外国通信社の記事が目についたのみであった。
もちろん、これはトリニティ実験を指した報道であったのであるが、実験直後の時点ではその内容は公開されておらず、当時の日本軍にその内容を知る術はなかった。それを踏まえ、堀は「原爆という語は、その当時かけらほどもなかった」と語っている。また、特情部では、当時スウェーデンの日本大使館に勤務していた駐在武官を通じて経由して入手したアメリカ海軍のM-209暗号装置を用いた暗号解読も進めていたが、この暗号解読作業において「nuclear」（原子核）の文字列が現れたのが、広島と長崎に原子爆弾が投下された直後の8月11日 のことであった。
当初は、軍部は新爆弾投下に関する情報を国民に伏せていた。やがて、軍部は報道統制を徐々に解除、広島に新型爆弾が投下されたことが7日付け大本営発表として新聞紙上では８日に報道される。報知新聞が10日にウラン核爆発の威力についての説明記事を囲み記事のような形で載せ、朝日新聞が11日にはトルーマン演説の報道の中で原子爆弾の言葉を載せている。この11日には長崎にも新型爆弾が９日に落されたことが新聞で報じられ始める。11日から12日にかけて日本の新聞各紙は広島に特派員を派遣し、広島を全滅させた新型爆弾の正体が（当時は、政府や記者らにとっても断定できるものではなかった為に）原爆の可能性があることを読者に明かした上で、被害もかなりのものであることが報道されるようになっていく。（なお、被災後の広島の写真が新聞に載るのは8月19日からである。）これによって、当時自国でも開発が進められていたもののその詳細は機密扱いであったこともあり、一般にはSF小説、科学雑誌などで「近未来の架空兵器」と紹介されていた原爆が発明され、日本が攻撃を受けたことを日本国民は初めて知ったのである。
なお、この原爆報道によって、新潟県は8月11日に新潟市民に対して「原爆疎開」命令  を出し、大半の市民が新潟市から脱出し新潟市は無人都市になった。その情報は8月13日付の讀賣報知（現・読売新聞）に記載された。これは新潟市も原爆投下の目標リストに入っているらしいという情報が流れたからである。原爆疎開が行われた都市は新潟市だけであった。
また東京でも、8月11日と12日に単機飛来してきたB-29が原爆に関する伝単「マリアナ時報」を撒き、「マリアナ時報」を読んだ市民の間で「まもなく原爆が投下される」という噂が立ち、警戒警報発令の度に白いシーツをかぶって防空壕に入る市民の姿が見られた。特に8月11日は、8月8日の空襲で捕虜にした第7空軍の搭乗員による「8月12日ごろに東京に原爆が投下される」との偽の証言を大本営や陸軍特殊情報部、海軍大和田通信所が真に受けて警戒レベルを高めた結果、11日正午ごろに単機で飛来してきた偵察侵入してきたB-29を「原爆搭載機」、味方の高射砲の閃光を「原爆の閃光」と勘違いする始末であったが、それでも飛来したB-29を「原爆搭載機の可能性がある」との放送を行った。中央気象台でも同じ11日の14時半ごろに再び単機のB-29が飛来してきた際に閃光を確認したので職員が防空壕に逃げ込んだが、それは13時ごろから降っていた雷雨による稲光を「原爆の閃光」と誤認したものであった。「東京への原爆」の情報はついには皇室の耳にも入り、岡部長章侍従は昭和天皇を大本営付属室に退避させる判断をして御文庫にいた天皇に原爆の威力に関するデータを奏上したうえで退避を勧めて天皇、皇后とともに付属室に誘導したが、付属室で岡部は天皇から原爆に関して「初めて聞くのだよ」「(原爆の事を)武官長に伝えてくれ」などと言われ、岡部は「軍は天皇に原爆の正確な情報を伝えていないのではないか」と疑念を抱くようになったという。
1945年8月15日終戦の日の午前のラジオ放送で、仁科芳雄博士は原爆の解説を行った。さらに8月15日正午、戦争の終結を日本国民に告げるために行われたラジオ放送（玉音放送）で、原爆について「敵ハ新ニ残虐ナル爆彈ヲ使用シテ無辜ヲ殺傷シ惨害ノ及フ所眞ニ測ルヘカラサルニ至ル（敵は新たに残虐な爆弾を使用して、罪もない者たちを殺傷し、悲惨な損害の程度は見当もつけられないまでに至った）而モ尚交戰ヲ繼續セムカ終ニ我カ民族ノ滅亡ヲ招來スルノミナラス延テ人類ノ文明ヲモ破却スヘシ(それなのになお戦争を継続すれば、ついには我が民族の滅亡を招くだけでなく、さらには人類の文明をも破滅させるに違いない。)」と詔があった（第二次世界大戦中、日本の軍部にも二つの原子爆弾開発計画が存在していた。陸軍の「ニ号研究」と海軍のF研究である）。
正確な犠牲者数などは、連合国軍最高司令官総司令部 (GHQ / SCAP) 占領下では言論統制され、サンフランシスコ講和条約発効で日本が主権を回復した1952年に初めて報道された。

#### 新型爆弾への心得
原子爆弾が広島・長崎に投下された後、日本の報道機関は号外を出し、原子爆弾への対策とその心得を国民へ伝達している。

### 第3発目以降の原子爆弾投下準備
8月10日、ハリー・トルーマン大統領は日本降伏が近づいているという情勢判断により、一連の原爆投下計画の一旦停止を命じたものの、終戦直前、アメリカは出来る限りいくつかの原子爆弾の製造を順次進めており、長崎への原子爆弾投下後も、第3発目以降の原爆を落とす準備に入ろうとしていた。8月19日に3発目、9月に第4、5発目、10月に第6～8発目の投下を可能としており、さらに本土上陸侵攻前にまとめて投下することも検討されていた。
8月15日に日本が降伏を表明するわずか数時間前（米国時間14日）、トルーマンは英国外交官を前に「第三の原爆投下を命令する以外に選択肢はない」と漏らしていたが、日本が降伏したことで第3発目以降の原子爆弾が日本に投下されることはなかった。
仮に第3発目の原子爆弾の投下命令が下った際、その候補地は小倉市、京都市、新潟市など諸説あるが、1945年8月14日に愛知県で行われた7発のパンプキン爆弾の投下は、3発目の原子爆弾の投下訓練であったとされ、いずれも爆撃機が京都上空を経由した後に愛知県に投下していることから、第三の原子爆弾の標的は京都市であったと考えられる理由の一つとなっている。また、プルトニウムコアの輸送が遂行されて原爆を完成させた後、8月19日か20日に東京に投下する予定であったという情報もある。2003年のテレビ朝日の「ザ・スクープ」による取材報道では、8月17日に東京に投下予定だったとしている。
また前述のように広島市・長崎市に投下された新型爆弾が、新潟市にも落とされるとの畠田昌福新潟県知事の見解により、「罪の無い市民を皆殺しにしようとする敵の作戦に肩透かしをくらわせる」と述べた上で、新潟市の中心から5里（約20キロメートル）以上疎開することを求めた布告を8月11日に出したため、新潟市の中心部が終戦直後まで無人状態になった。ただ、新潟への投下については出撃基地のテニアン島から遠い上、目標の都市規模が小さすぎること等から、8月6日、8月9日共に予備投下目標にすら選ばれなかったという。

## 極東国際軍事裁判
極東国際軍事裁判（東京裁判）において連合国側はニュルンベルク裁判と東京裁判との統一性を求めていたが、インドのラダ・ビノード・パール判事はその不同意判決書の中で、日本軍による残虐な行為の事例が「ヨーロッパ枢軸の重大な戦争犯罪人の裁判において、証拠によりて立証されたと判決されたところのそれとは、まったく異なった立脚点に立っている」と、戦争犯罪人がそれぞれの指令を下したとニュルンベルク裁判で認定されたナチス・ドイツの事例との重要な違いを指摘した上で、「（米国の）原爆使用を決定した政策こそがホロコーストに唯一比例する行為」と論じ、米国による原爆投下こそが、国家による非戦闘員の生命財産の無差別破壊としてナチスによるホロコーストに比せる唯一のものであるとした。
同趣旨の弁論は他の弁護士によってもなされ、ベン・ブルース・ブレイクニー弁護人は1946年5月14日の弁護側反証段階の冒頭で、アメリカの原子爆弾投下問題を取り上げ、「キッド提督の死が真珠湾攻撃による殺人罪になるならば、我々は、広島に原爆を投下した者の名（ポール・ティベッツ）を挙げることができる。投下を計画した参謀長（カール・スパーツ）の名も承知している。その国の元首の名前 も承知している。彼らは、殺人罪を意識していたか？してはいまい。我々もそう思う。それは彼らの戦闘行為が正義で、敵の行為が不正義だからではなく、戦争自体が犯罪ではないからである。何の罪科でいかなる証拠で戦争による殺人が違法なのか。原爆を投下した者がいる。この投下を計画し、その実行を命じ、これを黙認したものがいる。その者達が裁いているのだ。彼らも殺人者ではないか」と発言した。なおこの発言が始まると、チャーターで定められている筈の同時通訳が停止し、日本語の速記録にもこの部分のみ「以下、通訳なし」としか記載されなかった。ブレイクニー弁護人は、1947年3月3日にも、原子爆弾は明らかにハーグ陸戦条約第四項が禁止する兵器だと指摘した。またイギリスのアーサー・S・コミンズ・カー検察官による「連合国がどんな武器を使用しようと本審理にはなんらの関係もない」との反駁に対し、日本はそれに対して報復する権利がある、と主張した。
またパールは1952年11月、広島市を訪問し、講演「世界に告ぐ」では「広島、長崎に原爆が投ぜられたとき、どのようないいわけがされたか、何のために投ぜられなければならなかったか」など、原爆投下を強く非難した。講演では、「いったいあの場合、アメリカは原子爆弾を投ずべき何の理由があっただろうか。日本はすでに降伏すべき用意ができておった」「これを投下したところの国（アメリカ）から、真実味のある、心からの懺悔の言葉をいまだに聞いたことがない」、連合国側の「幾千人かの白人の軍隊を犠牲にしないため」という言い分に対しては「その代償として、罪のないところの老人や、子供や、婦人を、あるいは一般の平和的生活をいとなむ市民を、幾万人、幾十万人、殺してもいいというのだろうか」「われわれはこうした手合と、ふたたび人道や平和について語り合いたくはない」として、極めて強く原爆投下を批判した。

## 被爆者への認識と対応
日本は世界で唯一、戦争における原子爆弾の直接被害を受けた国であるが、この経験は、第二次世界大戦（大東亜戦争/太平洋戦争）終結直後から、米国国務省内で原子爆弾の使用に反対した者たちの予想 にも反し、日本国民の反米感情や報復意識には繋がっていない。1946年の日本でのアメリカ戦略爆撃調査団による大規模調査結果によると、広島、長崎では19%、日本全体でもわずか12%の被調査者のみが、原爆投下に対しアメリカに憎しみを感じたという。また戦後20年間の書籍、新聞、雑誌の原爆関係記事では、おおむね原爆の悲惨さを訴えるものが多く、アメリカへの恨みはほとんどないという。しかしこれらの「沈黙」は、その後の生活に必死で心情を吐露する余裕がなかったことや、被爆による悲惨な経験を思い出したくない、就職や結婚での差別や偏見を逃れたい、犠牲になった同胞を差し置いて自分のみが生き残った後ろめたさなどの感情があると推察され、また占領軍による検閲が1945年9月19日から1949年10月末まで行われ、被爆者が自己の経験を語ることはもとより、原爆に関する科学的・医学的情報の公開まで禁じられたことが背景としてある。
　関連：ヒロシマ (本)、ヒロシマ・ノート、原爆症、被爆者、原爆ぶらぶら病、仲みどり、園井恵子、原爆の子 (映画)、はだしのゲン
救護を目的としない被爆者の詳細な健康被害調査は原爆投下直後から日本側により開始された。この日本側調査報告書は戦後直ちに米国側に全て英訳されて渡された。これは米国の提出命令によるものではなく、自主的なものであり、戦後も日本側は米国の調査に積極的に協力していたことが、米国公文書公開によって明らかになっている。これらの調査は詳細かつ執拗で、被爆者に治療とは関係のない薬物を投与し、その反応を観るといったものまでなされていた。調査結果は米国核戦略上の資料となり、永く被爆者の救済に用いられることはなかった。
原子爆弾が日本国民にもたらしたものは、反米感情ではなく、放射能、放射線に対する「恐怖」であった。そしてそれは戦後しばらくの間、被爆者に直接向けられた。新聞・雑誌などにおいても被爆者は「放射能をうつす存在」あるいは重い火傷の痕から「奇異の対象」などとして扱われることがあり、被爆者に対する偏見・差別は多くあった。このため少なからず被爆者は自身が被爆した事実を隠して暮らすようになっていった。今日、日本放送協会は、これを戦後のGHQによる言論統制の影響、すなわち正しく原爆に関する報道がなされなかったために、当時、放射能・放射線の知識が一般的でなかったことと相まって、誤った認識が日本国民の間に蔓延したためであったと分析・公表している。また、RCC記者であった秋信利彦は、当時の被爆者の報道機関に対する強い反感と反発の実態について証言している。この日本国民の放射能、放射線に対する「恐怖」は、当時米国が優位にあった原子力産業の日本進出を決定的に阻むものともなり、日本の主権回復後、米国は民間を中心に莫大な経費を投じ、原子力平和利用キャンペーンを日本国内各地で展開している。
被爆者への救護施策は1945年10月の各救護所の閉鎖をもって終了し、以降、何の公的支援もなされない状況が長く続いた。国の被爆者援護施策は、1957年4月の「原子爆弾被爆者の医療等に関する法律」（原爆医療法）施行より、実質的には1960年8月に「特別被爆者制度」が創設されて以降である。しかしこの被爆者援護施策は限定的で、救済されない被爆者が多く、概ね充実したのは実に1995年7月の「原子爆弾被爆者に対する援護に関する法律」（被爆者援護法）の施行以降である。
東京地方裁判所は1963年12月7日、「被爆者は損害賠償請求権を持たない」として、「日本へのアメリカ軍による原子爆弾投下は国際法に違反したものであり、また同時に大日本帝国の戦争責任を認め、引き継ぐ日本国が十分な救済策を執るべきは立法府及び内閣の責務である」とする判決を下し確定した。以降、今日に至るまで、日本国内の被爆者関連の施策あるいは裁判において、この基本的な考え方が準用され続けている。
しかし今日、日本では「核兵器廃絶運動に関心はなく、具体的に参加したこともない」とする人が20代、30代の男女で23～25%いるとする調査結果 や、平和活動未経験かつ参加したくないとする人が23%いるという調査結果 などから、特に若年層を中心として、「広島・長崎への原爆投下に対する問題意識の希薄化が進んでいる」とされる一方で、「原爆投下における体験の継承の重要性の認識とは裏腹に、継承がうまくいっていない」とする回答 や、平和教育の不十分さを指摘する調査結果 も出ている。
終戦直後はともかく、こういった今日に至るも原爆投下に関してアメリカの加害責任を問うことなく、その原因と責任の全てを、おおむね日本の軍部などに求め「過去のものにする」世論は、やはり戦後のGHQによる言論統制によって形成されたものだとする意見もあるが、これについては他にも類似の、あるいは全く異なる意見があり、本稿では控える。
原子爆弾の投下によって生じた悲劇は、21世紀に入った現在においてもなお終結しているものとはいえない。他の兵器と原子爆弾による人的被害の決定的な相違は、強力な原爆放射線や放射能によってもたらされた難治性疾患や永続的な後遺症（晩発性疾患を含む）にあり、生き残った被爆者やその家族に現在もなお、現実的な労苦を強いるものとなっている。これは少なくとも全ての被爆者が亡くなるまで続くものとされると主張している。現在のところ公式には（日本国政府などの見解としては）否定されているものの、医学的見地などから、被爆者や、その親を持つ子（被爆二世）さらに被爆三世への健康的・遺伝的影響について、調査・研究が継続されている 反面、打ち切りになったもの もある。
また、広島、長崎両市では被爆二世への健康診断（任意検診）も行われている。
2012年6月3日、長崎原爆資料館で開催された第53回原子爆弾後障害研究会、広島大学の鎌田七男名誉教授らによる「広島原爆被爆者の子どもにおける白血病発生について」の研究結果発表、すなわち広島大学原爆放射線医科学研究所研究グループの長期調査結果報告において、被爆二世の白血病発症率が高い、特に両親ともに被爆者の場合に白血病発症率が高いことが50年に渡る統計結果より明らかにされた。これにより、まだ一部しか解明されたとしかいえないが、医学的に少なくとも被爆二世への遺伝的影響の否定はできないことが明らかにされた。

### 被爆者を使った人体実験
東京帝国大学（現・東京大学）で、1945年8月6日の広島と9日の長崎の原爆による被爆者を使って、戦後2年以上に渡り日本国憲法施行後も、あらゆる人体実験が実施されたことを、NHKが、2010年8月6日NHKスペシャル『封印された原爆報告書』にて調査報道した。
その報道の内容は次の通り。
字幕：昭和20年8月６日、広島。昭和２０年8月9日、長崎。
ナレーター：広島と長崎に相次いで投下された原子爆弾、その年だけで、合わせて20万人を超す人たちが亡くなりました。原爆投下直後、軍部によって始められた調査は、終戦と共に、その規模を一気に拡大します。国の大号令で全国の大学などから、1300人を超す医師や科学者たちが集まりました。調査は巨大な国家プロジェクトとなったのです。2年以上かけた調査の結果は、181冊。1万ページに及ぶ報告書にまとめられました。大半が、放射能によって被曝者の体にどのような症状が出るのか、調べた記録です。日本はその全てを英語に翻訳し、アメリカへと渡していました。
字幕：東京大学
ナレーター：日本が国の粋を集めて行った原爆調査。参加した医師は、どのような思いで被曝者と向き合ったのか。山村秀夫さん90歳、都築教授が率いる東京帝国大学調査団の一員でした。当時、医学部を卒業して2年目の医師だった山村さん。調査は全てアメリカのためであり、被曝者のために行っている意識は無かったと言います。
山村さん：もういっさいだって、結果は日本で公表することももちろんダメだし、お互いに持ち寄って相談するということもできませんですから。とにかく自分たちで調べたら全部向うに出すと。
ナレーター：山村さんが命じられたのは、被曝者を使ったある実験でした。報告書番号２３、山村さんの論文です。被曝者にアドレナリンと言う血圧を上昇させるホルモンを注射し、その反応を調べていました。12人の内6人は、わずかな反応しか示さなかった。山村さんたちは、こうした治療とは関係のない検査を毎日行っていました。調べられることは全て行うのが、調査の方針だったと言います。
山村さん：生きてる人は生前にどういう変化を起こしているかということを、少しでも何かの手掛かりは見つけて、調べるということだけでしたから、それ以外何にもないですね。あんまり他のことも考えれなかったですね。とにかくそれだけやると。
NHKインタビューアー：今となってみたらどうお感じになりますか？そのことは。
山村さん：(苦笑)、今となってみたらねぇ。そうですねえ、まあもっと他にいい方法があったのかも知れませんけど、だけど今と全然違いますからねぇ、その時の社会的な状況がね。

## 評価・歴史認識

### 日本
広島平和記念公園の慰霊碑にある「過ちは繰り返しませんから」の「主語問題」（誰が過ちを繰り返さないのか？）や、昭和天皇による「原爆はやむを得ない」発言（後述）、元長崎市長本島等の「日本軍が起こした戦争に対する当然の報い」発言、元防衛相の久間章生による「原爆はしょうがない」発言 など枚挙にいとまがなく、被爆者やその遺族・家族団体などからの批判や、抗議行動 が絶えない。なお、湾岸戦争以降にアメリカ軍などが使用している劣化ウラン弾については、その放射能による被害があるとして、原水禁などの団体が抗議を行っている。キリスト教徒で社会学者の橋爪大三郎は、キリスト教圏では広島と長崎の原爆からソドムとゴモラの滅亡が連想されるものであると言っている。

#### 昭和天皇の発言
1975年10月31日、昭和天皇は訪米から帰国した際に行われた日本記者クラブ主催の記者会見で、記者からの質問に対し、次のように返答した。

[問い] 陛下は、ホワイトハウスの晩餐会の席上、「私が深く悲しみとするあの戦争」というご発言をなさいましたが、このことは、陛下が、開戦を含めて、戦争そのものに対して責任を感じておられるという意味ですか?　また陛下は、いわゆる戦争責任について、どのようにお考えになっておられますか?（ザ・タイムズ記者）
[天皇] そういう言葉のアヤについては、私はそういう文学方面はあまり研究していないので、よくわかりませんから、そういう問題についてはお答えできかねます。
[問い] 戦争終結にあたって、広島に原爆が投下されたことを、どのように受けとめられましたか? （中国放送記者秋信利彦）
[天皇] 原子爆弾が投下されたことに対しては遺憾に思っておりますが、こういう戦争中であることですから、どうも、広島市民に対しては気の毒であるが、やむを得ないことと私は思っております。

この中で、原爆投下に対する所感質問について、昭和天皇は広島市民を気の毒だと述べて遺憾の意を表明しつつ、「戦争中のことだからやむを得ないこと」と述べており、被爆者団体などが抗議する事態になった。特に、広島県被団協の森滝市郎が宮内庁へ抗議文を出した時には、宇佐美毅宮内庁長官が発言の補足として、『天皇が原爆投下を肯定する意味あいのご発言ではない。ご自身としてはそれを止めることが出来なかったことを遺憾に思われて、「やむを得なかった」のお言葉になったと思う。第二次大戦の犠牲となった人々、今なお原爆の災禍に苦しむ広島、長崎両市民に心を砕かれておられる両陛下のご真情を理解してほしい』と回答した。
昭和天皇の発言を擁護する意見もある。漫画家の小林よしのりの『昭和天皇論』ではこの発言に触れ、アメリカから帰国したばかりで、日米関係が良好だったことが背景にあり、また昭和天皇の発言は、久間章生の「原爆によって北海道は占領されずに済んだ」「私はアメリカを恨むつもりはない」という感謝するような発言はしていないことから、天皇と久間の発言の違いを説明している。また昭和天皇の発言は生中継の記者会見で急に聞かれた質問であるのに対し、久間の発言は講演による自発的な発言である。
反天皇制論者である栗原貞子は「終戦の詔書に見られる原子爆弾の残虐性への非難は消え失せ、原爆投下の容認となっているのは、単に三十年による風化を意味するもの」「天皇が原爆投下を肯定している」と述べたが、「日本会議広島」公式サイトでは天皇と広島との関係を扱っており（日本会議広島:天皇陛下と広島）、1975年の失言を取り上げているが、終戦の詔書の「新ニ残虐ナル爆弾ヲ使用シテ頻ニ無辜ヲ殺傷シ惨害ノ及フ所」と言った発言から決して原爆を容認していたわけでないと述べている。原爆投下後に早速日本政府はスイス政府を通じて原爆投下に対する抗議文を送り、『ヒロシマ平和メディア』の「過去の広島新聞から」には、実際1945年に昭和天皇が広島、長崎市に侍従を真っ先に派遣して惨状を視察し救護関係者を激励するよう指示しており、1971年に「原爆にあった被爆患者には、今後も援助、援護の手をさしのべるよう一層の努力をするように」と述べ、さらに原爆慰霊碑や原爆病院に訪問、1974年には昭和天皇が秋の園遊会で重藤文夫広島原爆病院長に伝言し「患者の方々によろしく伝えて下さい」と激励したことが掲載されている。天皇制廃止論者であり、昭和天皇を激しく批判している漫画家の中沢啓治は『「はだしのゲン」への手紙』でこの発言に対して激しく批判しておらず、「被爆者に土下座して謝ってほしかった」と述べており、中沢は他の著書でもこのことを批判したりしていない。

#### 原爆裁判
1955年（昭和30年）年4月、広島の下田隆一ら被曝者3名と遺族合わせて5名が国を相手として、東京地裁に損害賠償とアメリカの原爆投下を国際法違反とすることを求めて訴訟を提起した。海外では原告の一人の名から下田ケースと呼ばれることもある。弁護団らは当初、米国で米政府を訴えることを企図したが断念したものであった。東京地方裁判所は、1963年（昭和38年）12月7日、賠償請求権は国際法上も国内法上も個人にはないとして認めなかったものの、「広島、長崎両市に対する原子爆弾による爆撃は、無防備都市に対する無差別爆撃として、当時の国際法から見て、違法な戦闘行為であると解するのが相当である」、「原子爆弾のもたらす苦痛は、毒、毒ガス以上のものといっても過言ではなく、このような残虐な爆弾を投下した行為は、不必要な苦痛を与えてはならないという戦争法の基本原則に違反しているということができよう」、「国家は自らの権限と責任において開始した戦争により、多くの人々を死に導き、障害を負わせ、不安な生活に追い込んだのである。しかもその被害の甚大なことは、とうてい一般戦災者の比ではない。被告がこれに鑑み十分な救済策を執るべきことは、多言を要しないであろう。それは立法府及び内閣の責務である。本訴訟をみるにつけ、政治の貧困を嘆かずにはおられない」とし、米軍の広島・長崎への原爆投下は、国際法に違反すると判決した。そのまま確定した。原爆を国際法上違法とした世界初の司法判断であった。国の援護法制定に影響を与えたとも評されるが、被曝者の多くは十分な援護を受けられない内に貧困の中で亡くなった。日本被団協の田中熙巳代表は、この判決勝訴が被団協結成の動きを前進させたとしている。

### アメリカ・イギリス
客観的な世論調査などによる、大衆認識の実態を知ることのできる資料は乏しい。しかし当時の関係者など（広島原爆投下作戦実行者など）は、60年経過後のインタビューでも、広島、長崎への原爆投下を「日本に無条件降伏を促すために行った」との認識を示している。しかし一方で今日、核兵器所有国が増加し、アメリカ同時多発テロ事件以降、国家ではなくテロリストによる核兵器使用の脅威の見地から派生して、米国政府内でも賛否両論となり、米国政府要人の平和祈念公園訪問もされるようになった。Wikipedia英語版では賛成派と反対派の論争なども見受けられる（各論のディベートはen:Debate over the atomic bombings of Hiroshima and Nagasaki参照）。しかし、2024年には依然として原爆投下肯定論が米国政府見解であり、大勢を占める。
終戦直後はGHQの検閲があり、『原爆体験記』を出版する時に原爆文学や原爆記録に対するアメリカ占領軍による検閲、発禁が歴然とあった。
元陸軍長官のスティムソンが「ハーパーズ・マガジン」194号（1947年2月刊）に投稿した論文では、日本本土への上陸作戦「ダウンフォール作戦」による米兵の新たな犠牲は100万人と推定され、戦争の早期終結のために原子爆弾の使用は有効であったとの説明がなされており、この論文は原爆投下を妥当であったとするアメリカ政府の公式解釈を形成する上で重要な役割を果たしている。しかし、スティムソンの見解はスタンフォード大学のバートン・バーンスタインによって、厳しく批判されている。バーンスタインはまた、原爆投下の目的が「一般市民への殺戮」かつ、「日本への懲罰」であることを明らかにしている。原爆投下問題を再検討するアメリカの研究者の間では、「原爆の投下は、日本への上陸作戦を避けるためにも、早期に戦争を終結させるためにも必要ではなかった」、「原爆投下によって回避されたとされる犠牲者の公式解釈での推定数『50万人』あるいは『100万人』には根拠がない」などの点でほぼ合意に達している。またバーンスタインは被爆したアメリカ兵捕虜について扱っている。原爆投下の直前、アメリカはイギリス情報部から「広島にアメリカ人捕虜がいる」と通告を受けていたがこれを無視され、アメリカ戦略空軍司令部の極秘電報（45年7月30日付）によると同司令部は長崎にはアメリカ人捕虜収容所があることを確認、ワシントンに打電されたが、投下は強行された。結局、長崎の原爆は目標を少しずれたため、約1,400人のアメリカ人捕虜は助かった。長崎市の福岡俘虜収容所第14分所に収容された捕虜たちは、三菱重工長崎造船所で働かされ、第14分所は敗戦時、オランダ人152人・オーストラリア人24人・イギリス人19人の195人を収容し、原爆で8人が死亡した。アメリカ政府が被爆死したアメリカ兵捕虜のことを秘密にしていた理由について、同教授は「アメリカ国民の大半が支持した原爆投下でアメリカ兵が殺されていたとなれば、世論は批判に変わり、第2次大戦直後の冷戦激化の中での核戦略に重要な影響をもたらす、と懸念したからではないか」と語り、「一般市民はもちろん、味方の軍人まで犠牲にしても平気な“戦争の狂気”を告発したい」と述べている。同教授は「政府はある時点から認めるようになりましたが名前は公表していません、政府は自分にとって不都合なことは公表しないものです。」と電話で応じている。実は捕虜以外にもアメリカ国籍の被爆者はいる。戦前期の広島県が「移民県」であったことを背景に、被爆当時の広島市には開戦以前に親戚への訪問や日本国内への進学を理由として来広し、開戦によりそのまま帰米不能となった多数の日系アメリカ人が在住し、被爆した。詳細は日系アメリカ人被爆者より。
軍事戦略思想家のベイジル・リデル＝ハートは、アメリカによる日本への原子爆弾投下について、日本の降伏はすでに時間の問題となっていたので、このような兵器を用いる必要性は無かったと批判している。さらに、連合国側の無条件降伏要求が、戦争を長引かせる一因となり、何百万人もの犠牲を余分に出す結果になったとも論評している。
田原総一朗はヘンリー・キッシンジャーに対して日本への原子爆弾投下についてインタビューしたことがあり、「あなた方は広島と長崎に原爆を落とした。そしてまったく何の罪もない一般市民を大量に殺した。この責任をアメリカはどうとるつもりなのか」と質問したら、キッシンジャーは「広島と長崎に原爆を落とさなければ日本は本土決戦をやるつもりだった。本土決戦で何百万人、あるいは一千万人以上の日本人が亡くなるはずだった。原爆を落とすことでその人数をかなり減らしたんだから、むしろ日本はアメリカに感謝すべきだ」と答えたという。ストーンは「キッシンジャーの見方は私たちの見方とはまったく違います。私たちは広島･長崎への原爆投下は必要なかったと思っていますし、キッシンジャーは何もわかっていない人だと思います。彼はノーベル平和賞を受賞しましたが、同時に南米各地でのアメリカの残虐行為に関わったということで、戦争犯罪人として入国できない国もたくさんあるようです」と述べた。
1991年、雑誌への寄稿にて、ケネディ政権とジョンソン政権で国家安全保障担当補佐官を務めたマクジョージ・バンディは、原爆投下の必要性には疑問が残るとしつつ、真珠湾攻撃から始まった戦争に終止符を打つという歴史的使命があったとも述べている。
1992年5月、米国上院議員のアーネスト・ホーリングズは、当時衆議院議員であった石原慎太郎が「日本人は（怠惰で無学な）アメリカ人よりいい製品をつくる」という発言をしたのに対して、「誰が原子爆弾を発明したのか忘れたようだから、キノコ雲の写真に“怠惰で無学なアメリカ人によって作られ、日本で試験された米国産”というキャプションをつけろ」という発言をした。ホーリングスは「冗談」として発言したが、これは当時日本のマスコミでかなり非難され、のち謝罪した。
1994年9月、スミソニアン国立航空宇宙博物館の原爆投下50周年特別展の展示内容を修正するように求める決議が、上院で全会一致で可決された。展示内容は大幅に修正された。
1994年11月、アメリカ合衆国郵便公社が1995年9月に第二次世界大戦50周年切手として、キノコ雲に「Atomic bombs hasten the end of war, August 1945」（原爆投下が戦争終結を早めた）と説明が入った図案を公表した。この切手に対して、日本政府などから強い反発を受け、別の図案に変更されたが、アメリカではそれに対する反発もあり、アメリカにおける原爆投下は妥当であったとする歴史認識を垣間見せるものであった（詳細は原爆切手発行問題を参考のこと）。
1994年12月にCNNの討論番組・クロスファイアに古森義久が出演し、司会のジョン・スヌヌ元大統領首席補佐官や政治評論家のマイク・キンズレー、チャールズ・スウィーニー退役少将、歴史学者のガー・アルペロビッツと論争を繰り広げた。古森が「原爆投下の時点では米側はもう日本の降伏を確実視していた。ソ連の参戦もあり、とくに2発目の長崎への投下は戦争の早期終結が目的ならば不必要だった。もし日本側に原爆の威力を示すことが目的ならば、無人島にでも過疎地にでも投下すれば、十分だっただろう。合計20万以上の民間人の犠牲は戦争継続の場合の戦死者の予測数では正当化はできない」と米側の原爆投下正当論を批判すると、スヌヌやキンズレーは日本軍の真珠湾奇襲攻撃や中国などアジア各地での殺戮行為に言及し、「もし日本軍が原爆を保有していれば、間違いなく使っただろう」「だから原爆投下はやむを得ず、正当でさえあった」と反論した。古森は持論を変えなかったものの、スヌヌらの主張も「『米側に立てば、それはそうだろうと』内心思った」と『産経新聞』（2007年7月28日）に書いた。

1995年4月、ビル・クリントン大統領は、原爆に関してアメリカは日本に謝る義理はないと述べた。
アメリカの哲学者ジョン・ロールズは、1995年雑誌Dissentに掲載した論文「Reflections on Hiroshima:50 Years after Hiroshima（原爆投下はなぜ不正なのか？:ヒロシマから50年）」において、原爆投下を「すさまじい道徳的悪行」と批判した。
1997年に歴史家で米原子力制御委員会主席J・サミュエル・ウォーカーは『原爆投下とトルーマン』を発表、「この数年公開された外交文書と当時の米政府高官の日記の詳細な分析により、なぜアメリカが原爆を使用したかが増々明確になってきた。日本本土侵攻を避けるためにも早期終戦にも原爆は必要なかったこと、原爆以外の容易な外交的手段がありトルーマンはそれを知っていたこと、原爆はアメリカの若者50万人の命を救ったというこけの生えた主張に全く根拠がない、という点で我々研究者達の意見は一致した。」とも発言している。
1999年にカリフォルニア州議会でヘイデン法が決議されたのに伴う日本政府に対する戦争犯罪への謝罪と犠牲者への賠償を求める決議がカリフォルニア州議会で採決された際には、「原爆投下はアメリカ政府による残虐行為ではないか」という主張に対し、「原爆で救えた人間は多い」といった主張が民主党議員から発言される程度の認識であった。
イギリスの哲学者A・C・グレイリングは、2006年にAmong the Dead Cities:Was the Allied Bombing of Civilians in WWII a Necessity or a Crime?（邦訳「大空襲と原爆は本当に必要だったのか」）を発表し、無差別爆撃への反対論、擁護論をともに検証した。
2010年8月6日、駐日米国大使ジョン・ルースが米国公式代表として初めて広島の平和祈念式典に参列した。しかし慰霊碑への献花もなく、犠牲者に対する言葉もなかった。なお式典後、大使館を通じて、未来のために核兵器廃絶に努力する旨のコメントが出された。
2013年夏、アメリカの映画監督オリバー・ストーンは、被爆地の広島・長崎を初訪問した。ストーンはトルーマン政権内では多くの軍幹部が、空襲を受けて疲弊し、降伏寸前だった日本に原爆を使っても意味がないと進言していたが、それでも耳を貸さなかったのは、対日参戦へと動いていたソ連を牽引するためと批判している。ストーンとともに『オリバー・ストーンが語るもうひとつのアメリカ史』を手掛けたピーター・カズニック歴史学教授によると、年配の世代の人たちはトルーマン大統領は英雄だったと信じているのは「原爆投下によって、戦争を早く終わらせ、100万人のアメリカ兵の生命が救われた」という「原爆神話」を信じているためであり、同教授が講演で、第二次世界大戦当時の7人の米軍最高幹部のうちの6人までが原爆投下は不要か道徳的ではないと言っていたと話すと、これを聞いた退役軍人らは衝撃を受けると述べた。またカズニックは後述のウィリアム・リーヒ同様に、トルーマンが日本がソ連に和平仲介したことを意図的に無視したことを批判している。
2016年5月27日、当時のアメリカ大統領バラク・オバマ大統領は、現職の大統領として初めて広島を訪問し（バラク・オバマの広島訪問）、慰霊碑への献花後所感を述べている。その中で「この空（広島）-に上がったキノコ雲のイメージのなかに、私たちは人類の矛盾を強く突きつけられます。」と原爆投下について批判的な発言をしたが具体的な謝罪等はなく、発言全体としては第二次世界大戦自体を批判し核なき世界を目指すといった内容であった。同年、アメリカのビル・オライリーが原爆投下を正当化する『Killing the Rising Sun:How America Vanquished World War II Japan. Henry Holt.（2016年）』が大ベストセラーとなっている。
2016年に、ピーター・カズニックはオリバー・ストーンとともにロサンゼルス・タイムズに「広島への原爆投下は世界を変えたが、戦争を終結させてはいない」という記事を寄稿した。そこには、ソ連の侵攻により日本の敗戦が決定的になることをトルーマンは理解していたが原爆の投下を決断したことを述べた。
2020年8月6日、ロサンゼルス・タイムズ誌は、戦後75周年の「広島平和記念日」にあわせ、歴史家ガー・アルペロビッツとジョージ・メイソン大学のマーティン・シャーウィン教授の「アメリカの指導者たちは、戦争に勝つために日本に原爆を落とさなくてもいいことを知っていた。いずれにしても実行してしまった」という論考を掲載した。二人の主要な論点は、以下の6点であった。
- （1）1945年8月の日本の都市への核兵器使用について、率直に全国的な対話を行う絶好の機会である。
- （2）原爆により早期に戦争を終結させ、何十万人もの米国人、そして何百万人もの日本人の命を救ったとの主張は事実ではない。
- （3）アメリカと日本の公文書から得られた圧倒的多数の歴史的証拠からは、たとえ原爆が使用されなくとも日本は降伏していたと結論づけられる。
- （4）東郷茂徳外相は1945年7月、日本に代わって降伏条件を調停するためソ連に協力を求めようとしていた。
- （5）鈴木貫太郎首相は1945年8月13日、「ソ連は満州、朝鮮、樺太だけでなく、北海道も占領するだろう。日本の基盤が破壊される前にアメリカと取引し、戦争を終結させたい」と考えていた。
- （6）1945年、米国の8人の5つ星陸海軍将官のうち、アイゼンハワー、マッカーサー、ニミッツら7人は、「原爆投下は軍事的に不必要であったか、道徳的に非難されるべきこと、あるいはその両方だった」と述べた。

以上を示し、従来の「原爆投下による戦争の早期終結への貢献」を否定している。シャーウィン教授は、かねてから「日本への原爆投下は不必要であった」との主張を展開しており、2002年8月、広島での国際シンポジウムにて、以下の4点を指摘した。
- （1）第2次世界大戦が終わろうとしていたあの時期に日本の都市に原爆を投下する必然性はなかった。
- （2）当時のトルーマン大統領とバーンズ国務長官が、戦後ソ連に対し脅しをかけるために、原爆投下を決断したものだった。
- （3）核兵器さえ保有すれば、戦争に勝利して、アメリカの管理下での平和が保証されるという信念が醸成されてしまった。
- （4）過去の広島・長崎への原爆投下に関するアメリカ人の議論は、実際には起こらなかった事件によって歪曲されている。日本への原爆投下の教訓が、その後の朝鮮戦争、キューバ危機、ベトナム戦争等での核の使用が抑制されたとの論調がその好例である。

以上のことから、第二次世界大戦の早期終結よりも、戦後のソビエト連邦との駆け引きや、核兵器を用いた安全保障構想構築が優先されていたなどと力説している。1945年7月の米英ソポツダム会談では、第2次世界大戦の戦後処理が話し合われた。その時の記録によれば、日本との戦争終結の選択肢は4つあり、（1）本土上陸作戦を行う、（2）皇室維持を条件として、全面降伏、（3）原子爆弾を投下する、（4）ソ連の参戦を待つ、であった。アメリカは、皇室維持という条件を提示すれば、日本が降伏する可能性が極めて高いことを知っていたようである。トルーマン大統領は「日本を降伏させるには原爆投下か本土上陸しか選択肢がない」という強いアピールを行い、「多数のアメリカ兵の命を守るため原爆投下を選んだ」という理由を掲げたが、これは両歴史家の主張の通り事実ではなく、ソ連に原爆の威力を見せつけ、戦後の対ソ外交で優位に立つことが目的だったのかもしれない。
ワシントン・ポスト紙は、毎週「5つの俗説」として、世間に流布されている通説に対する反論を行っている。先週の回では、アメリカによる広島・長崎への原爆投下が70年を迎えるにあたり、カリフォルニア大学名誉教授であるグレッグ・ハーケンによる原爆投下に関する通説への異議を掲載している。
「原爆に関する5つの俗説」として以下のものが挙げられている。
1. 原爆が戦争を終わらせた。
2. 原爆が50万人のアメリカ人の命を救った。
3. 原爆のほかは日本侵攻しかなかった。
4. 原爆投下前に日本に警告があった。
5. 原爆でロシア（ソ連）に対する外交的有利さを得るようタイミングが図られたし、実際に初期の冷戦時には切り札となった。

これらに対し、ハーケン教授は以下のように反論する。
1. 最新の研究では、日本政府が終戦への仲介者として期待していたソ連が8月9日に予想外の対日参戦を開始したことのほうが、日本政府には大きな衝撃であったと結論づけられている。
2. トルーマン米大統領の回顧録では、軍幹部が「日本侵攻により50万人のアメリカ人の命が失われたであろう」と述べた、と記載されているが、実際の数はもっと少なかった。スタンフォード大学のバートン・バーンスタイン教授は、「アメリカ統合戦争計画委員会（US Joint War Plans Committee）は日本侵攻による負傷者は19万3000人、死者は4万人と予測していた」と述べている。
3. 原爆投下以外にも、通常の爆撃と海上封鎖のほかに2つの選択肢が当時においても考えられていた。1つは、日本などから政府要人を招き、無人地帯か富士山で爆発させ、威力を見せつける。これは、その当時に原爆が2つしかなく、デモンストレーションが不発に終わる可能性があるため却下された。2つ目は、条件付き降伏を受け入れること。日本政府は「天皇を戦争犯罪者としない」という条件を求めていたが、アメリカ側は無条件降伏を主張したため実現しなかった。
4. 7月26日にポツダム宣言が発された後、受諾しなければ「即刻の徹底した破壊」を警告するチラシが投下されたり、トルーマン大統領がラジオ演説で述べた、今までにないような空からの破壊、といったような警告はあった。しかし、広島や長崎への具体的な警告はなされていない。原爆を載せた爆撃機の撃墜を恐れたため。
5. 実際には、原爆は準備ができ次第すぐに投下されたし、原爆がソ連との外交で切り札になることを望んだトルーマン大統領時の国務長官ジェームズ・バーンズは戦後、「彼らは脅かされたりしない」と失望した。

アメリカ合衆国大統領ドナルド・トランプは、イランの核施設への攻撃が広島と長崎への原爆投下と本質的に同じで戦争を終結させたなどと述べた。

#### アメリカ側の原爆投下に対する批判
日本への原爆投下に対するアメリカ側の批判については『ハリー・S・トルーマン#日本への原爆投下に関して』を参照

#### アメリカ側の原爆投下に対するコメント
太平洋戦争直後にはアメリカ側にも原爆投下を批判する意見があった。とくに原爆投下が民主党のトルーマン政権下で行われたため、戦争直後は共和党政治家あるいは退役後に共和党派であることを表明した高級軍人にも多かった。その後、共和党のアイゼンハワー政権下で大量の戦絡核兵器の配備が進められたのであるが、歴史家のウェラースタインによれば、現在の米国では一般に、共和党員とくに軍関係者が過去を振り返って原爆投下に賛成で、リベラル派は原爆投下を過ちあるいは戦争犯罪の中間にあるものと見る傾向がありがちなため、この点はよく米国民にも混乱されるとしている。
| 「いかなる詭弁を用いようと、原爆投下の主目的が、戦闘員ではなく女子供老人などの非戦闘員の殺傷であったことを否定することはできない。そもそもアメリカは日本を挑発しなければ決して真珠湾を攻撃されることはなかっただろう。」 | ハーバート・フーバー 第31代アメリカ合衆国大統領                                   |
| 「アメリカはこの戦争を外交的手段で終了させられた。原爆投下は不要だった。日本の犠牲はあまりにも不必要に巨大すぎた。私は東京大空襲において、同僚達と、いかにして日本の民間人を効率的に殺傷できるか計画した。その結果一晩で女子供などの非戦闘員を10万人焼き殺したのである。もし戦争に負けていれば私は間違いなく戦争犯罪人となっていただろう。では、アメリカが勝ったから、それらの行為は正当化されるのか?? 我々は戦争犯罪を行ったんだ。一体全体どうして、日本の67の主要都市を爆撃し、広島・長崎まで原爆で、アメリカが破滅させ虐殺する必要があったというのか。」 | ロバート・マクナマラ 投下当時はルメイの部下 のち世界銀行総裁 ケネディ政権国防長官 |
| 「原爆投下は、米国兵士の命を救うためには全く必要のないものだった。我々は日本に原爆を投下する必要はなかった。」 | ドワイト・アイゼンハワー 欧州戦線連合国軍総司令官 第34代アメリカ合衆国大統領      |
| 「日本がソ連に和平仲介を頼んだと知った1945年6月、私は参謀達に、戦争は終わりだ、と告げた。ところがワシントンのトルーマン政権は突如日本に原爆を投下した。私は投下のニュースを聞いたとき激怒した。」 | ダグラス・マッカーサー 太平洋戦線連合国軍総司令官                                 |
| 「日本上空の偵察で米軍は、日本に戦争継続能力がないことを知っていた。また天皇の地位保全さえ認めれば、実際原爆投下後もアメリカはそれを認めたのだが、日本は降伏する用意があることも知っていた。だがトルーマン大統領はそれを知っていながら無視した。ソ連に和平仲介を日本が依頼したことも彼は無視した。この野蛮な爆弾を日本に投下したことは、なんの意味を持たなかった。海上封鎖は十分な効果を挙げていた。この新兵器を爆弾、と呼ぶことは誤りである。これは爆弾でもなければ爆発物でもない。これは”毒物”である。恐ろしい放射能による被害が、爆発による殺傷力をはるかに超えたものなのだ。アメリカは原爆を投下したことで、中世の虐殺にまみれた暗黒時代の倫理基準を採用したことになる。私はこのような戦い方を訓練されていないし、女子供を虐殺して戦争に勝ったということはできない!」 | ウイリアム・ダニエル・リーヒ アメリカ海軍提督 大統領主席補佐官                    |
| 「最初の原子爆弾は不必要な実験であった。これを一度でも投下したのは誤りだった。（…中略…）原爆は多数の日本人を殺した。しかし日本人はかなり前からロシアを通じて和平の打診をしていた」 | ウィリアム・ハルゼー・Jr. 太平洋艦隊第三艦隊司令長官 （のち元帥）                 |
| 「ロシアの参戦と原爆がなくとも、戦争は二週間で終わっていただろう（…中略…）原子爆弾は戦争の終結とは何ら関係がなかった」 | カーティス・E・ルメイ アメリカ陸軍航空軍少将 （のち空軍参謀総長）                 |
| 「（原爆か上陸作戦かという選択に関して）ジレンマは不要なものだった。なぜなら、じっくり待つつもりさえあれば、海上封鎖によっていずれ石油、米、薬品や他の必需品が不足し、日本人は窮乏して降伏せざるをなくなったからだ」 | アーネスト・J・キング アメリカ海軍元帥 艦隊司令長官兼海軍作戦部長                 |
| 「私はトルーマンに、広島の破壊を示す写真を示した。大統領は、それを見て、我々が負わなければならない恐るべき責任について、私に吐露した。」 | ヘンリー・スティムソン アメリカ陸軍長官                                           |
| 「ドイツがアメリカに原爆を落としたとしましょう。その後ドイツが戦争に負けたとします。その場合我々アメリカ国民の誰が”原爆投下を戦争犯罪とし、首謀者を極刑に処す”ことに異議を唱えるでしょうか？原爆投下は外交的にも人道的にも人類史上最悪の失敗だったのです。」 | レオ・シラード マンハッタン計画参画の科学者                                       |
| 「多くの人々が死んでいるのはわかっていた。喜びはなかった」 | モリス・ジェプソン エノラゲイ号機関士                                             |
| 「日本との戦争へのロシアの参入は、その終結を早める決定的要素であり、原子爆弾が一つも投下されなかったとしても、その事実は変わらなかった」 | クレア・リー・シェンノート アメリカ陸軍航空隊大尉 （のち少将）                    |
| 「軍人として命令を受けた以上、任務を遂行するのは当然」 | ポール・ティベッツ エノラゲイ号機長                                               |

### 中華人民共和国
毛沢東は日本への原爆投下に強い衝撃を受け、以来、原子爆弾を中国も保有したいと考えるようになった。のちにソ連からの技術供与で原子爆弾の保有に成功した。
戦後40年の1985年8月、中国共産党代表が広島平和記念公園で花輪を贈呈、人民日報がこれに関し、原爆投下を「米帝の暴行」として批判した。
一方で中国の歴史教科書では、原爆投下を含めた日本に対する戦争行為は、「反ファシズム戦争」としてとらえて肯定する姿勢が明白である。毛沢東らの日本人民無罪論（戦争の責任は当時の日本軍部にあり、日本人民は無罪とする考え）を継承しつつ、アジアへの加害者は「日本国民」や「日本」そのものではなく、あくまで「日本帝国主義」「日本ファシズム」であるとし、日本国民の大半は「被害者」として扱われ、中国人民と同様な苦難を嘗めてきたとされている。すなわちアメリカによる原爆投下は正当なものであったが、その結果は被爆者に多大な苦難を強いるものとなったという認識である。また中国の教科書においては、日本で使われる「終戦」という言葉は容認されておらず、あくまでも「敗戦」、「日本帝国主義」「日本ファシズム」を曖昧なものにしないという姿勢が貫かれている。

### 韓国
一方、韓国の義務教育課程で使われる韓国史教科書は1970年代より国定教科書となっているが、この中で原爆に関する「特筆」はなく「日帝」という言葉を明確に用いて、併合から独立（8・15光復）までの記載がなされているのみである。『中学校 社会2』（内容は世界史）と『高等学校 世界史』には「日本に原爆が投下されて終戦」など短く書いてある。なお被爆者については、ソンジ文化社の『中学校 社会2』など、詳しく書かれている教科書もある。
韓国の場合「日本政府の戦争責任」を問い、被爆者健康手帳の交付を申請、認められてこれを所有する在韓・在日韓国人被爆者があり、日本国内で日本人被爆者と等しく治療を受けている人がいる。
韓国の『中央日報』が2013年5月20日付のコラムにて、日本への原爆投下を神の懲罰と主張。在韓国日本大使館が中央日報に対し抗議をおこなったほか、菅義偉官房長官や被爆地の市長も同コラムを批判した。中央日報は、「コラムは執筆した論説委員の個人的な視角と主張に基づくもので、中央日報の立場ではない」と反論し、記事の撤回を拒絶した。韓国外務省も、「コラムの内容は執筆者の意見であり、韓国政府の見解ではない」との立場を表明した。
また、韓国の『朝鮮日報』が2015年8月14日付の金基哲文化部次長のコラムにて、日本の原爆被害者への追悼を戦争の加害者であることから目を背けさせる「犠牲者コスプレ」であると非難している。

### イラン
2010年2月23日、イランのアリー・ラリジャニ国会議長が衆議院の招待で訪日し、同月27日には長崎市を訪れ、長崎原爆資料館を見学した後、「広島に原爆を投下して核兵器の影響の大きさを知りながら、長崎にも落とした」と述べ、ホロコーストよりも、アメリカの核兵器使用を問題にするべきだとの認識を示し、「世界に一つでも原爆が存在すれば人類への脅威だ。人々は、核のない世界に向けて立ち上がるべきだ」と感想を述べた。

### 国際司法裁判所（ICJ）
1990年代、日本被団協がオランダの国際司法裁判所に核兵器の違法性を判断させるべく、世界法廷運動に注力。1996年、国際司法裁判所は「核兵器の使用や威嚇は一般的に国際法上の人道主義の原則に反する」との勧告的意見をまとめる。

### 国際社会一般
核兵器禁止条約が 2017年7月7日に国際連合総会で採択され、2021年1月22日に批准国が50か国を越え、発効した。2023年2月時点で加入国は68か国だが、核保有国９か国と、日本を含む保有国の「拡大核抑止（核の傘）」の下にある国々は加入していない。